# Aeropuerto Internacional Harry Reid
El Aeropuerto Internacional Harry Reid (IATA: LAS, OACI: KLAS, FAA LID: LAS) es un aeropuerto internacional en Paradise, Nevada, y es el principal aeropuerto gubernamental para uso público en Área metropolitana de Las Vegas, un área metropolitana en el estado estadounidense de Nevada, a unos 8 km (5 millas) al sur del centro de Las Vegas. El aeropuerto es propiedad de la Comisión del Condado de Clark y es operado por el Departamento de Aviación del Condado de Clark. LAS cubre 11.3 km² (2,800 acres) de tierra.
El aeropuerto se construyó en 1942 y se abrió a los vuelos de las aerolíneas en 1948. Desde entonces se ha expandido y ha empleado varias tecnologías innovadoras, como las instalaciones de uso común. El aeropuerto tiene cuatro pistas y dos terminales de pasajeros. Al este de las terminales de pasajeros se encuentra el Marnell Air Cargo Center, y en el lado oeste del aeropuerto hay operadores de base fija y compañías de helicópteros. El aeropuerto sirve como base para Allegiant Air, Frontier Airlines, Southwest Airlines y Spirit Airlines. El aeropuerto también fue un centro de conexiones  para Bonanza Air Lines, Hughes Airwest, America West Airlines, y continuó como un centro cuando America West se fusionó con US Airways, hasta 2008. Es el aeropuerto más transitado de los Estados Unidos que no opera como centro de conexiones para cualquiera de las cinco aerolíneas bandera de Estados Unidos.
El aeropuerto lleva el nombre del senador estadounidense Harry Reid, quien representó a Nevada en el Senado de 1987 a 2017. Desde 1968, antes del cambio de nombre el 14 de diciembre de 2021, el aeropuerto se llamaba Aeropuerto Internacional McCarran y antes de 1968 se llamaba McCarran Field en honor al senador estadounidense Pat McCarran, quien representó a Nevada desde 1933 hasta 1954.

## Historia

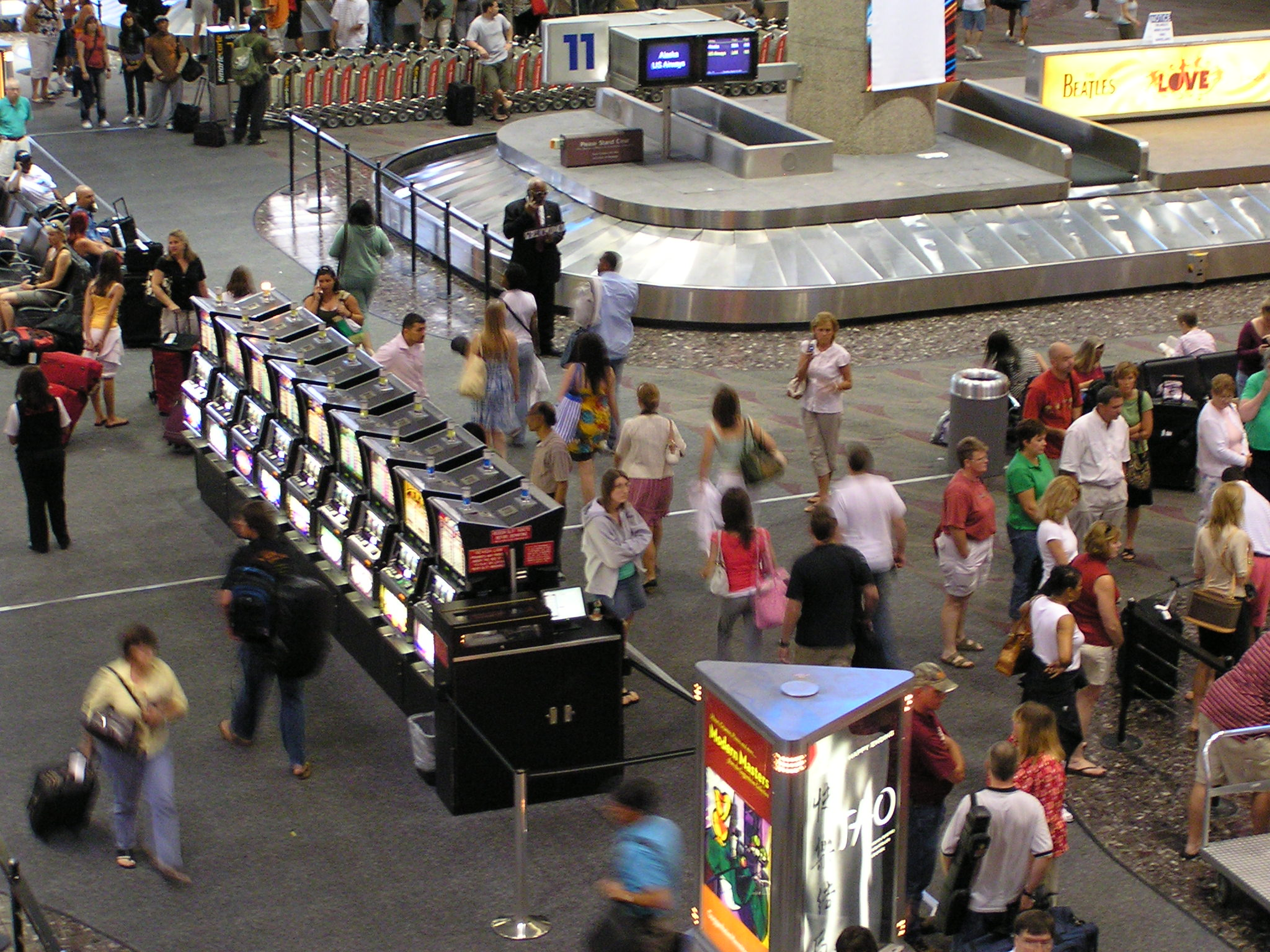
Máquinas tragamonedas en la Terminal 1.

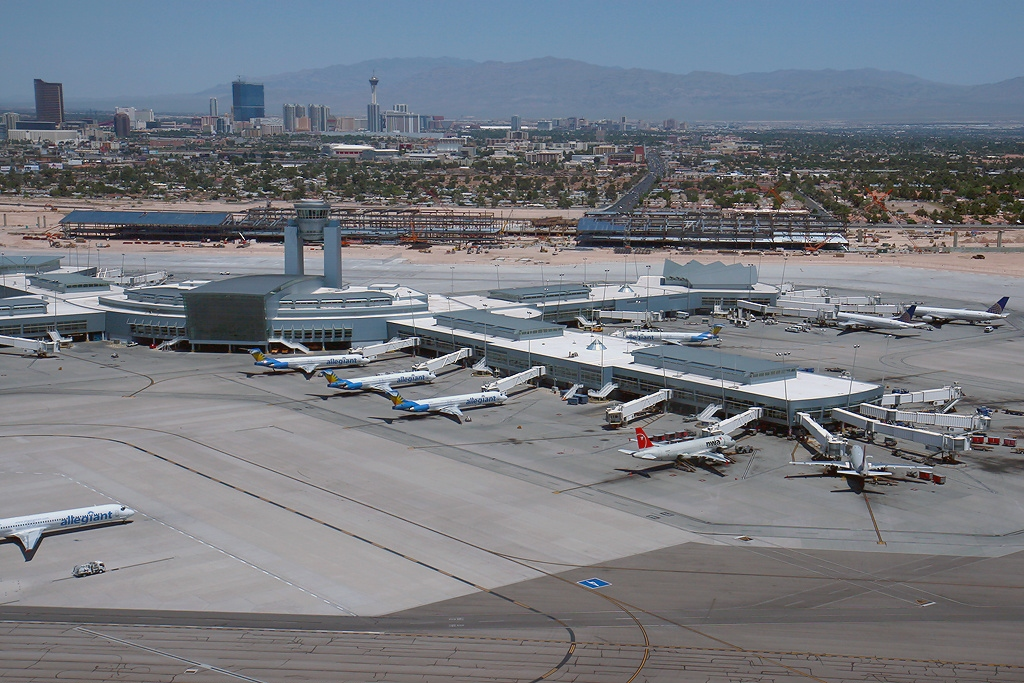
La Sala D terminada en 2009, con la Terminal 3 bajo construcción en el fondo.

### 1942–1989
El aviador americano George Crockett, un descendiente del guarda de frontera Davy Crockett, creó el Aeropuerto de El Álamo en 1942 en el lugar que ocupa actualmente el Aeropuerto Internacional McCarran. En 1948, el Condado de Clark compró el aeródromo de Crockett para establecer el Aeropuerto Público del Condado de Clark y todas las operaciones comerciales se trasladaron a este aeropuerto. 
El 20 de diciembre de 1948 el aeropuerto fue renombrado McCarran Field por el senador Pat McCarran, un político de Nevada que durante mucho tiempo autorizó los actos aeronáuticos civiles y desempeñó un papel importante en el desarrollo nacional de la aviación.
El lugar de las terminales actuales fue trasladado de Las Vegas Boulevard South a Paradise Road en 1963. En ese momento, el aeropuerto servía a 1.5 millones de pasajeros al año.
En 1978, el senador Howard Cannon, hizo aprobar la Ley de Regulación de las Líneas Aéreas en el Congreso de EE. UU., por la que las aerolíneas no tendrían que obtener nunca más el permiso del gobierno federal para volar a sus destinos, sino tratar con los aeropuertos para establecer rutas adicionales. Justo después de la regulación, el número de líneas aéreas que operaban en McCarran se duplicó de 7 a 14.
Un plan de expansión llamado McCarran 2000 se adoptó en 1978 y se pagó por un contrato de 300 millones de dólares en 1982. El plan en tres fases incluía una nueva terminal central, un aparcamiento de nueve plantas, pistas de aterrizaje expandidas y adicionales, puertas adicionales, instalaciones de asistencia de pasajeros renovadas y un nuevo túnel y carreteras de servicio modernizadas en el aeropuerto. La primera fase de McCarran 2000 empezó en 1985 y se completó en 1987.
Entre 1986 y 1997, se construyó la Terminal 2 donde había dos terminales separadas en los años 1970 y en los años 1980, una para American Airlines y otra para Pacific Southwest Airlines.

### 1990–presente
En los años 1990 todas las puertas y puestos de control se actualizaron para utilizar un conjunto común de hardware, el CUTE (Common Use Terminal Equipment, Equipamiento de Terminal para Uso Común), eliminando la necesidad de que cada aerolínea tenga sus propios equipos y permitiendo al aeropuerto reasignar puertas y mostradores sin tener que tratar con los sistemas informáticos individuales de cada aerolínea. McCarran fue el primer aeropuerto en Estados Unidos en implementar este tipo de sistemas. 
En 1998 las Puertas laterales D SE y SO se abrieron añadiendo 28 nuevas puertas. El proyecto de la Puerta D es una modificación del plan McCarran 2000 original.
El 16 de octubre de 2003, el aeropuerto instaló kioscos de chequeo rápido que permitían a los usuarios obtener la tarjeta de embarque sin tener que ir al kiosco o al mostrador específico de una aerolínea. McCarran fue el primer aeropuerto en proporcionar este servicio para múltiples aerolíneas desde un único kiosco. Al mismo tiempo, 6 kioscos fueron activados en el Las Vegas Convention Center permitiendo a los invitados a las convenciones obtener las tarjetas de enmarque en su camino al aeropuerto. Este sistema fue aumentado para añadir la impresión de las etiquetas de facturación de equipajes en 2005.
En 2003 el aeropuerto anunció que implementará un sistema de enrutamiento de equipaje que utilizará etiquetas de maletas RFID de Matrics Inc. para mejorar la seguridad aérea. La decisión de implementar el sistema de enrutamiento hace que McCarran sea uno de los primeros aeropuertos en utilizar la tecnología RFID.
El 4 de enero de 2005, el aeropuerto empezó a ofrecer gratis el servicio de Wi-Fi. Esta señal está disponible en las áreas de embarque y otras muchas áreas públicas. El aeropuerto fue el primero en proporcionar este servicio gratuitamente para todas las instalaciones. En ese momento, fue la mayor instalación inalámbrica (18 ha) de internet wireless gratuito del mundo. En 2005, las Puertas D del ala NE se abrieron añadiendo 10 nuevas puertas.
El 4 de abril de 2007, la instalación de alquiler de coches, localizada a 5 km de las terminales abrió con 5000 plazas de estacionamiento en 68 acres de terreno. Una flota de 40 autobuses proporciona transporte desde las terminales a las instalaciones de las 11 compañías de alquiler de coches.
El 30 de septiembre de 2008, el ala noroeste de la Sala D se abrió. Costó 179 millones de dólares para construir. El ala añadió 9 puertas; la Sala D ahora tiene 44 puertas en total.
Debido a la burbuja del precio del petróleo entre 2004-2008, US Airways cerró su centro de conexión en el aeropuerto en septiembre de 2008. La aerolínea diariamente había sido operando 131 vuelos de ida y vuelta en el aeropuerto. Además, la aerolínea cerró su base de tripulaciones en enero de 2010, y en septiembre de 2011 anunció que iba a reducir sus vuelos a Las Vegas por 40%.

#### Desarrollos recientes
Durante los años 2000, el tráfico internacional al Aeropuerto McCarran aumentó significativamente. Entre 2004 y 2011 el tráfico subió por 92%. Una razón por esto es el principio de muchas nuevas rutas internacionales a McCarran. Los vuelos de British Airways de Londres-Heathrow han hecho más fáciles las conexiones de África y el Medio Oriente. Otras aerolíneas que han empezado tales vuelos incluyen Edelweiss Air de Zúrich y Copa Airlines de la Ciudad de Panamá.
Como consecuencia, otra terminal más grande, la Terminal 3, fue construida. La terminal fue abierta el 27 de junio de 2012, reemplazando la Terminal 2. Actualmente sirve todas las aerolíneas extranjeras además de algunas aerolíneas nacionales.

## Pistas de aterrizaje

Pistas y terminales en el aeropuerto internacional McCarran.

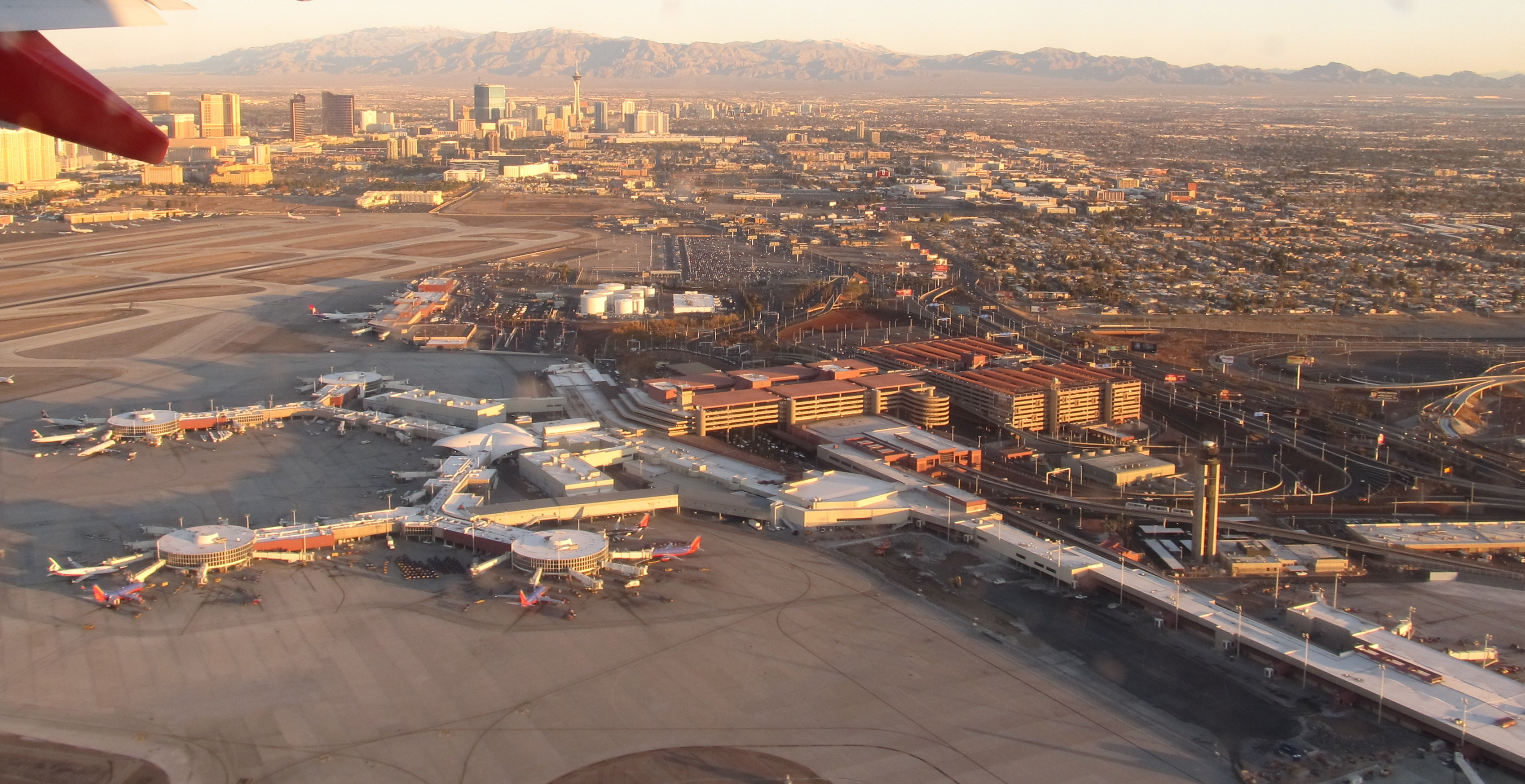
Terminal 1, mostrando las Salas A y B. La Sala C se extiende hacia la derecha, fuera de la vista.

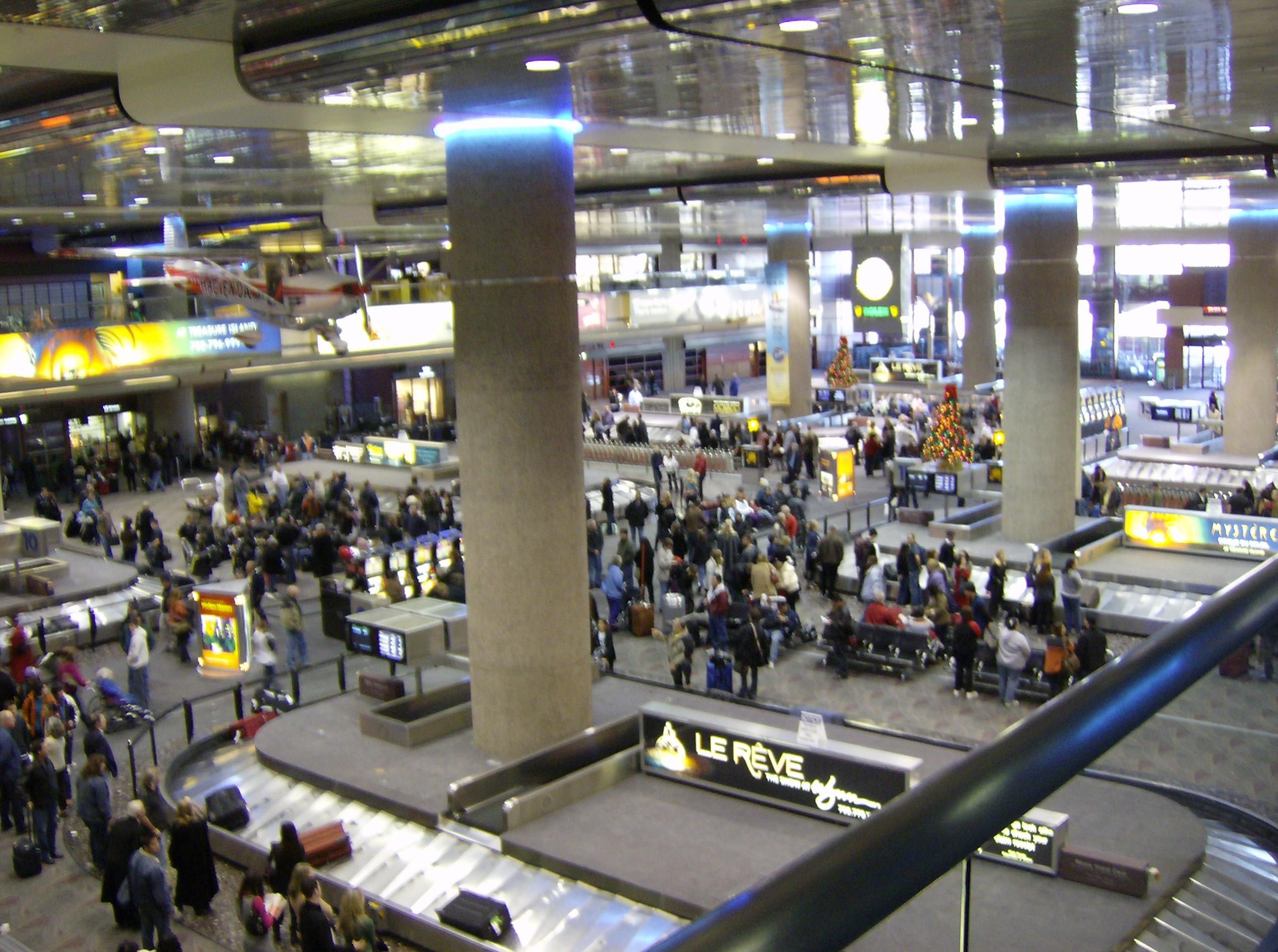
Reclamo de equipajes en la Terminal 1

El Aeropuerto McCarran tiene 4 pistas de aterrizaje:
| Pista  | Longitud            | Ancho         | ILS | Notas                                                                              |
| ------ | ------------------- | ------------- | --- | ---------------------------------------------------------------------------------- |
| 1L/19R | 8,988 pies 2,740 m  | 150 pies 46 m | 1L  | ILS Categoría I, con DME                                                           |
| 1R/19L | 9,771 pies 2,978 m  | 150 pies 46 m | —   |                                                                                    |
| 8L/26R | 14,512 pies 4,423 m | 150 pies 46 m | 26R | ILS Categoría I, con DME La segunda pista comercial más larga de América del Norte |
| 8R/26L | 10,525 pies 3,208 m | 150 pies 46 m | 26L | ILS Categoría I                                                                    |

Todas las pistas han sido repavimentadas con concreto, un material más duradero que el asfalto anterior. En abril de 2016, la pista 8L/26R se convirtió en la última pista en ser repavimentada. Esta pista también es la más larga en McCarran y normalmente sirve un tercio del tráfico anual del aeropuerto. Paralelamente, se encuentra la pista 8R/26L, que se inauguró en 1991. En el lado oeste del aeropuerto se encuentran las pistas 1L/19R y 1R/19L. Originalmente, la 1L/19R era una pista corta adecuada para aeronaves ligeras antes de que se ampliara significativamente en 1997. Entre los dos conjuntos de pistas paralelas estaba la pista 14/32, que se ha desmantelado. Las pistas 8L/26R y 8R/26L anteriormente eran 7L/25R y 7R/25L respectivamente. Las pistas se volvieron a numerar 8L/26R y 8R/26L en agosto de 2017, después de un cambio geográfico en los polos magnéticos del planeta en más de 3 grados, el umbral para la renumeración establecida por la FAA.
El clima seco típico en McCarran permite operaciones bajo reglas de vuelo visual el 99% del tiempo; la visibilidad se reduce a condiciones marginales e instrumentos solamente en menos del 1% del tiempo. Durante la mayor parte del año (aproximadamente el 56% de las veces), debido a los vientos predominantes, el aeropuerto opera en la Configuración Visual 1, que favorece las 19R y 26L para llegadas y las 19L y 26R para salidas. La capacidad del aeródromo en la Configuración 1 está restringida por el espacio aéreo fronterizo militar, terreno alto al oeste de McCarran, y una salida cuesta arriba de la 26R. Debido al calor, la 26R es favorecida sobre la 19L para las salidas. Cuando los vientos cambian en el invierno (aproximadamente 13% del año), el aeródromo adopta la configuración visual 3, que favorece la 01L y 26L para las llegadas y la 01L y 01R para las salidas. Las condiciones de vuelo marginales adoptan la misma división Configuración 1/Configuración 3 en función de los vientos predominantes. En condiciones de vuelo por instrumentos, las llegadas son preferidas en la 26L y las salidas despegan de la 19L y 26R.

## Terminales

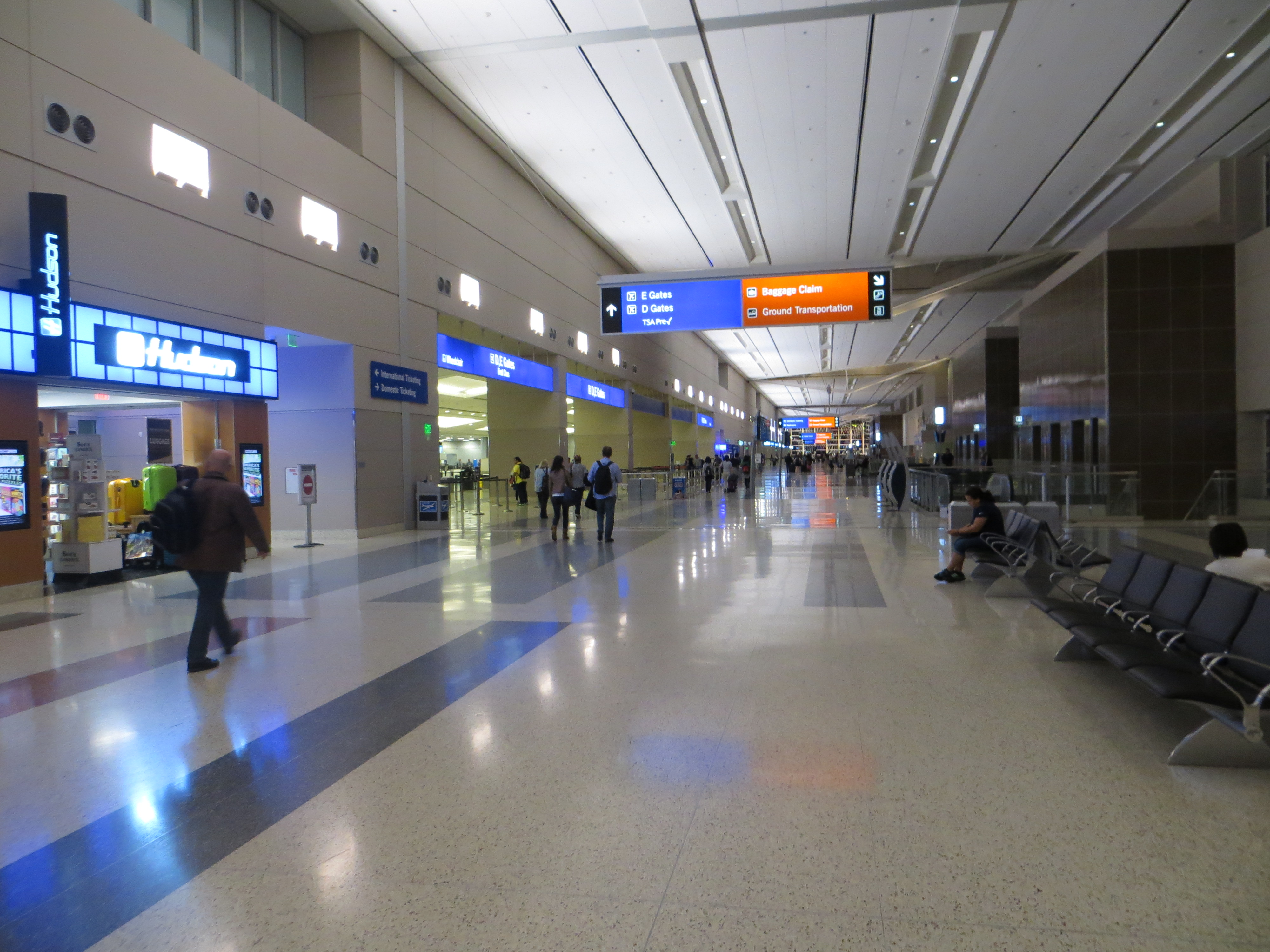
En la Terminal 3.

Hay dos terminales en McCarran, Terminal 1 y Terminal 3 y 5 salas con un total de 92 puertas. La Terminal 1 se completó en 1963, la Terminal 2 se completó en 1986 y la Terminal 3 se completó en 2012. Antes de la finalización de la Terminal 3, la Terminal 2 manejaba vuelos internacionales. Después de que se completó la Terminal 3, la Terminal 2 se volvió redundante y se demolió en 2016.

### Terminal 1
La Terminal 1 se abrió el 15 de marzo de 1963 y se expandió entre 1970 y 1974 con los edificios actuales con las puertas A y B. Actualmente, la Terminal 1 tiene cuatro salas, cada una de las cuales está conectada a un área central de pre-seguridad. La venta de boletos y el reclamo de equipaje se encuentran en el Nivel 1 de esta área. El nivel 2 alberga los tres puestos de control de seguridad, una explanada con varios puntos de venta minorista y un salón de la USO para los miembros del servicio militar. Al oeste del área de pre-seguridad están las puertas A y B, dos explanadas en forma de Y con extremos circulares. Hacia el sur se encuentran las puertas C, a las que se puede acceder por la Línea Verde del sistema de tranvía. La sala satélite con las puertas D, que se inauguró en 1998, se encuentra al este y contiene tres salones VIP: el salón Centurion para titulares de tarjetas American Express; the Club en LAS, que está disponible para todos los pasajeros a cambio de una tarifa; y el United Club. La línea azul del sistema de tranvía conecta las puertas D con el área de pre-seguridad.

### Terminal 3
La Terminal 3 maneja todos los vuelos internacionales y algunos vuelos nacionales hacia el aeropuerto McCarran. El nivel 0 de la terminal contiene aduanas, reclamo de equipaje y otra sala de USO. Los mostradores de documentación, seguridad, un segundo Club en LAS y todas las puertas se encuentran en el Nivel 2.  La terminal tiene un total de catorce puertas, siete de las cuales son nacionales (E8-E12, E14-E15) y las otras siete internacionales (E1-E7). Cuatro de las puertas internacionales tienen dos pasarelas para permitir un manejo más rápido de los aviones de fuselaje ancho.

### Antigua Terminal 2
La Terminal 2 se inauguró en diciembre de 1991 como la terminal chárter/internacional, sirviendo a todos los vuelos internacionales y algunos vuelos nacionales al aeropuerto. Estaba ubicado en el sitio de dos terminales anteriores, una para PSA Airlines y la otra para American Airlines. La terminal PSA se convirtió en una terminal internacional antes de que ambas terminales fueran demolidas para dar cabida a una sola Terminal 2. Tenía dos pisos y ocho puertas (T2-1 a T2-8), cuatro de las cuales podían recibir vuelos internacionales. La Terminal 2 se cerró al abrir la Terminal 3 y fue demolida a principios de 2016.

### Transporte hectométrico
La Tranvía del Aeropuerto Internacional McCarran es un sistema de transporte hectométrico que sirve los partes seguras del aeropuerto. Este sistema se consiste de tres líneas:
- Línea Verde (longitud de 0,43 km) – este línea elevada fue inaugurada en el año 1985, y conecta la Terminal 1 a las Puertas C (que sirve Southwest Airlines). El edificio que tiene las Puertas C es conectado a la Terminal 1, pero la distancia entre esos áreas está más de la distancia caminando.
- Línea Azul (longitud de 1,05 km) – este línea fue inaugurada en el año 1998, y conecta la Terminal 1 a las Puertas D (que es una terminal satelital). La estación del oeste en la terminal 1 es elevada; una estación subterránea es presente en las Puertas D. La terminal satelital abrió en el mismo año, y fue conectado solamente a la Terminal 1 hasta 2012.
- Línea Roja (longitud de 0,37 km) – este línea fue inaugurada en el año 2012, y conecta la Terminal 3 (que abrió el mismo año) a las Puertas D. Ambas de las estaciones de este línea son subterráneas. En el año 2015, siete de las puertas de la terminal satelital fueron convertidos a puertas internacionales; una pasarela subterránea que conecta la Terminal 3 a las Puertas D abrió en el año 2017, pero este pasarela es usada solamente para llegadas internacionales.[24][25]

Cuando el sistema de transporte hectométrico abrió, tuvo 4 vehículos del Bombardier C-100 (que tuvieron el color marrón). Para la inauguración de la Línea Azul en el año 1998, 6 vehículos más del mismo modelo fueron ordenadas (estos vehículos tuvieron los colores gris y azul). Todos los vehículos de C-100 fueron reemplazados con 16 vehículos del Bombardier Innovia APM 100 en el año 2009; 10 de las unidades fueron vehículos de reemplazo para las líneas Verde y Azul, y las 6 unidades extras fueron ordenados por la Línea Roja.

## Aerolíneas y destinos

### Pasajeros
| Aerolíneas           | Destinos | Refs          |
| -------------------- | --- | ------------- |
| Advanced Air         | Gallup, Merced | [ 27 ]        |
| Aer Lingus           | Estacional: Dublín | [ 28 ]        |
| Aero                 | Chárter: Los Ángeles–Van Nuys | [ 29 ]        |
| Aeroméxico           | Ciudad de México Estacional: Guadalajara, Monterrey | [ 30 ]        |
| Air Canada           | Montreal–Trudeau, Toronto–Pearson, Vancouver | [ 31 ]        |
| Air Canada Rouge     | Toronto–Pearson Estacional: Montreal–Trudeau | [ 31 ]        |
| Alaska Airlines      | Anchorage, Boise, Everett, Los Ángeles, Portland (OR), San Diego, San Francisco, Santa Rosa, Seattle/Tacoma Estacional: Puerto Vallarta, San José del Cabo, San Luis Obispo | [ 32 ]        |
| Allegiant Air        | Appleton, Asheville, Belleville/St. Louis, Bellingham, Billings, Bismarck, Boise, Bozeman, Cedar Rapids/Iowa City, Chattanooga, Chicago/Rockford, Cincinnati, Des Moines, Destin/Fort Walton Beach, Eugene, Fargo, Fayetteville/Bentonville, Flint, Fort Wayne, Fresno, Glacier Park/Kalispell, Grand Forks, Grand Island, Grand Rapids, Great Falls, Idaho Falls, Indianápolis, Knoxville, Laredo, Lexington, McAllen, Medford, Memphis, Minot, Missoula, Moline/Quad Cities, Monterey, Oklahoma City, Omaha, Peoria, Phoenix/Mesa, Rapid City, Santa María (CA), Shreveport, Sioux Falls, South Bend, Spokane, Springfield/Branson, Stockton, Tri-Cities (WA), Tulsa, Wichita | [ 33 ]        |
| American Airlines    | Charlotte, Chicago–O'Hare, Dallas/Fort Worth, Filadelfia, Los Ángeles, Miami, Nueva York–JFK, Phoenix–Sky Harbor, Washington–National | [ 34 ]        |
| Avianca El Salvador  | Estacional: San Salvador | [ 35 ]        |
| Breeze Airways       | Akron/Canton, Fort Myers, Grand Junction, Gulfport/Biloxi, Hartford, Huntsville, Jacksonville (FL), Norfolk, Nueva Orleans (inicia el 4 de febrero de 2026), Provo (reinicia el 13 de marzo de 2026), Redmond/Bend (inicia el 13 de marzo de 2026), Richmond, Siracusa | [ 38 ]        |
| British Airways      | Londres–Heathrow Estacional: Londres–Gatwick | [ 39 ]        |
| Condor               | Estacional: Fráncfort | [ 40 ]        |
| Copa Airlines        | Ciudad de Panamá–Tocumen | [ 41 ]        |
| Delta Air Lines      | Atlanta, Austin, Boston, Cincinnati, Detroit, Los Ángeles, Mineápolis/St. Paul, Nueva York–JFK, Raleigh/Durham, Salt Lake City, Seattle/Tacoma | [ 42 ]        |
| Delta Connection     | Orange County, Sacramento, San Diego, San José (CA) | [ 42 ]        |
| Discover Airlines    | Fráncfort | [ 43 ]        |
| Edelweiss Air        | Estacional: Zúrich | [ 44 ]        |
| Flair Airlines       | Estacional: Vancouver | [ 45 ]        |
| Frontier Airlines    | Atlanta, Austin, Chicago–Midway, Chicago–O'Hare, Cincinnati, Cleveland, Dallas/Fort Worth, Denver, El Paso, Everett, Houston–Intercontinental, Los Ángeles, Nueva York–JFK, Oklahoma City, Ontario (CA), Orange County, Orlando, Phoenix–Sky Harbor, Portland (OR), Raleigh/Durham, Reno/Tahoe, Salt Lake City, San Antonio, San Diego, San Francisco, San José (CA), San Luis, Seattle/Tacoma, Tucson, Washington–Dulles Estacional: Filadelfia, Sacramento | [ 46 ]        |
| Hawaiian Airlines    | Honolulu, Kahului | [ 47 ]        |
| JetBlue Airways      | Boston, Fort Lauderdale, Newark (inicia el 5 de enero de 2026), Nueva York–JFK, Orlando (inicia el 30 de octubre de 2025) | [ 49 ]        |
| JSX                  | Burbank, Dallas–Love, Denver–Centennial (inicia el 10 de septiembre de 2025), Denver–Rocky Mountain (finaliza el 9 de septiemrbe de 2025), Los Ángeles, Oakland, Orange County, Salt Lake City, San Diego/Carlsbad, Scottsdale Estacional: Concord (CA), Reno/Tahoe | [ 51 ]        |
| KLM                  | Ámsterdam | [ 52 ]        |
| Korean Air           | Seúl–Incheon | [ 53 ]        |
| Porter Airlines      | Toronto–Pearson | [ 54 ]        |
| Southwest Airlines   | Albany, Albuquerque, Amarillo, Atlanta, Austin, Baltimore, Birmingham (AL), Boise, Bozeman, Búfalo, Burbank, Chicago–Midway, Chicago–O'Hare, Cleveland, Colorado Springs, Columbus-Glenn, Dallas–Love, Denver, Des Moines, Detroit, El Paso, Eugene, Fort Lauderdale, Fresno, Grand Rapids, Honolulu, Houston–Hobby, Indianápolis, Kahului, Kailua–Kona, Kansas City, Lihue, Little Rock, Long Beach, Los Ángeles, Louisville, Lubbock, Memphis, Midland/Odessa, Milwaukee, Mineápolis/St. Paul, Nashville, Nueva Orleans, Oakland, Oklahoma City, Omaha, Ontario, Orange County, Orlando, Palm Springs, Phoenix–Sky Harbor, Pittsburgh, Portland (OR), Raleigh/Durham, Reno/Tahoe, Rochester (NY), Sacramento, Salt Lake City, San Antonio, San Diego, San Francisco, San José (CA), San Luis, Santa Bárbara, Seattle/Tacoma, Spokane, Tampa, Tucson, Tulsa, Washington–National, Wichita | [ 55 ]        |
| Spirit Airlines      | Albuquerque, Atlanta, Austin, Baltimore, Boise, Burbank, Charlotte, Chicago–O'Hare, Columbus, Dallas/Fort Worth, Detroit, Filadelfia, Fort Lauderdale, Houston–Intercontinental, Indianápolis, Kansas City, Los Ángeles, Memphis, Miami, Milwaukee, Nashville, Newark, Nueva Orleans, Oakland, Orange County, Orlando, Pittsburgh, Portland (OR), Reno/Tahoe, Sacramento, Salt Lake City, San Antonio, San Diego, San José (CA), Tampa Estacional: Phoenix–Sky Harbor | [ 56 ]        |
| Sun Country Airlines | Mineápolis/St. Paul Estacional: Eau Claire, Milwaukee, Williston | [ 57 ]        |
| United Airlines      | Chicago–O'Hare, Denver, Houston–Intercontinental, Los Ángeles, Newark, San Francisco, Washington–Dulles | [ 58 ]        |
| Virgin Atlantic      | Londres–Heathrow Estacional: Mánchester (UK) | [ 59 ] [ 60 ] |
| Viva                 | Ciudad de México, Guadalajara, Monterrey | [ 61 ]        |
| Volaris              | Ciudad de México, Guadalajara | [ 62 ]        |
| WestJet              | Calgary, Edmonton, Toronto–Pearson, Vancouver Estacional: Kelowna, Regina, Saskatoon, Victoria, Winnipeg | [ 63 ]        |

### Carga
| Aerolíneas    | Destinos           |
| ------------- | ------------------ |
| Ameriflight   | Phoenix-Sky Harbor |
| FedEx Express | Memphis, Oakland   |
| UPS Airlines  | Louisville         |

### Destinos nacionales

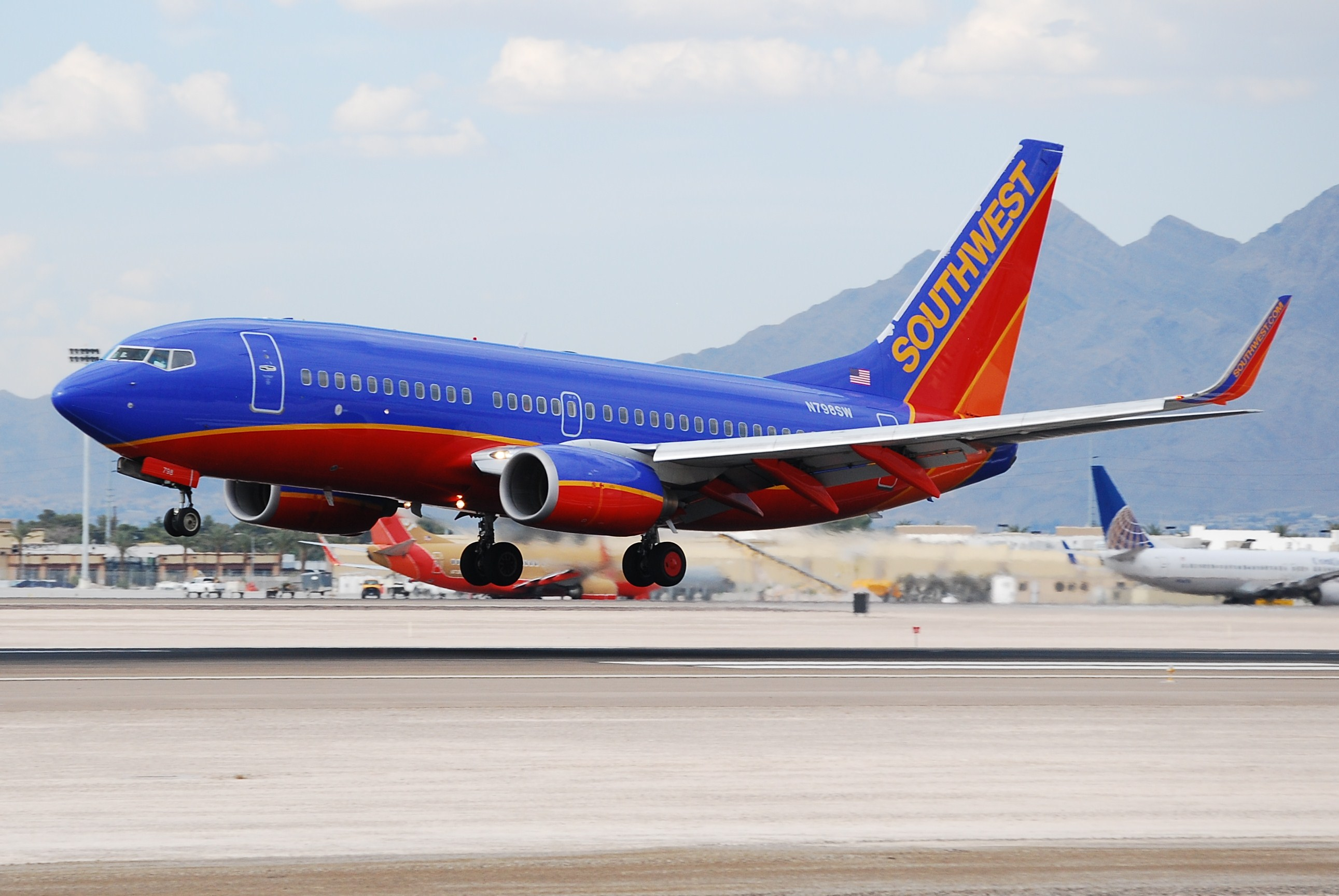
Un Boeing 737-700 de Southwest Airlines aterrizando.

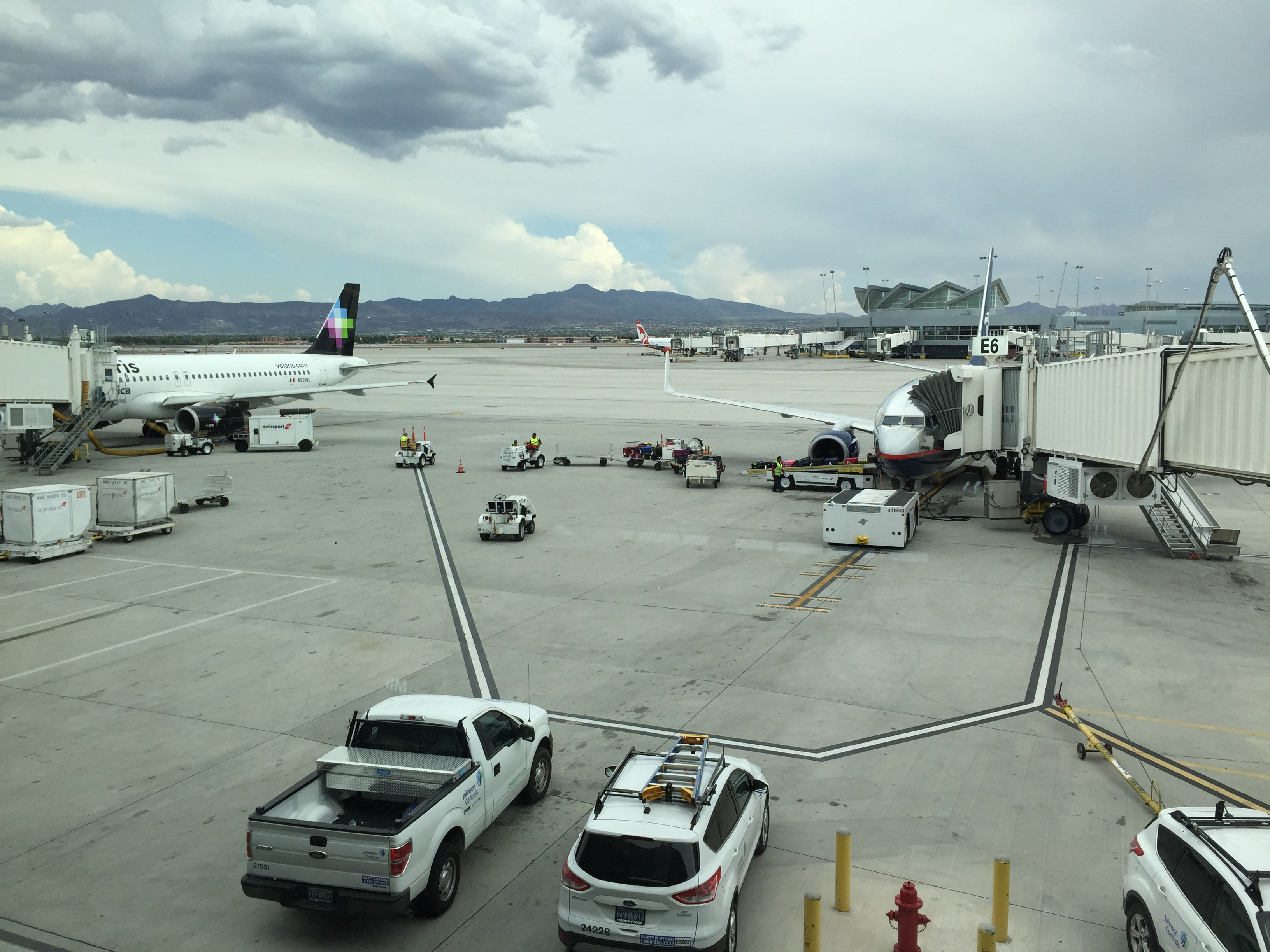
Aviones de Volaris y Aeroméxico en la Terminal 3.

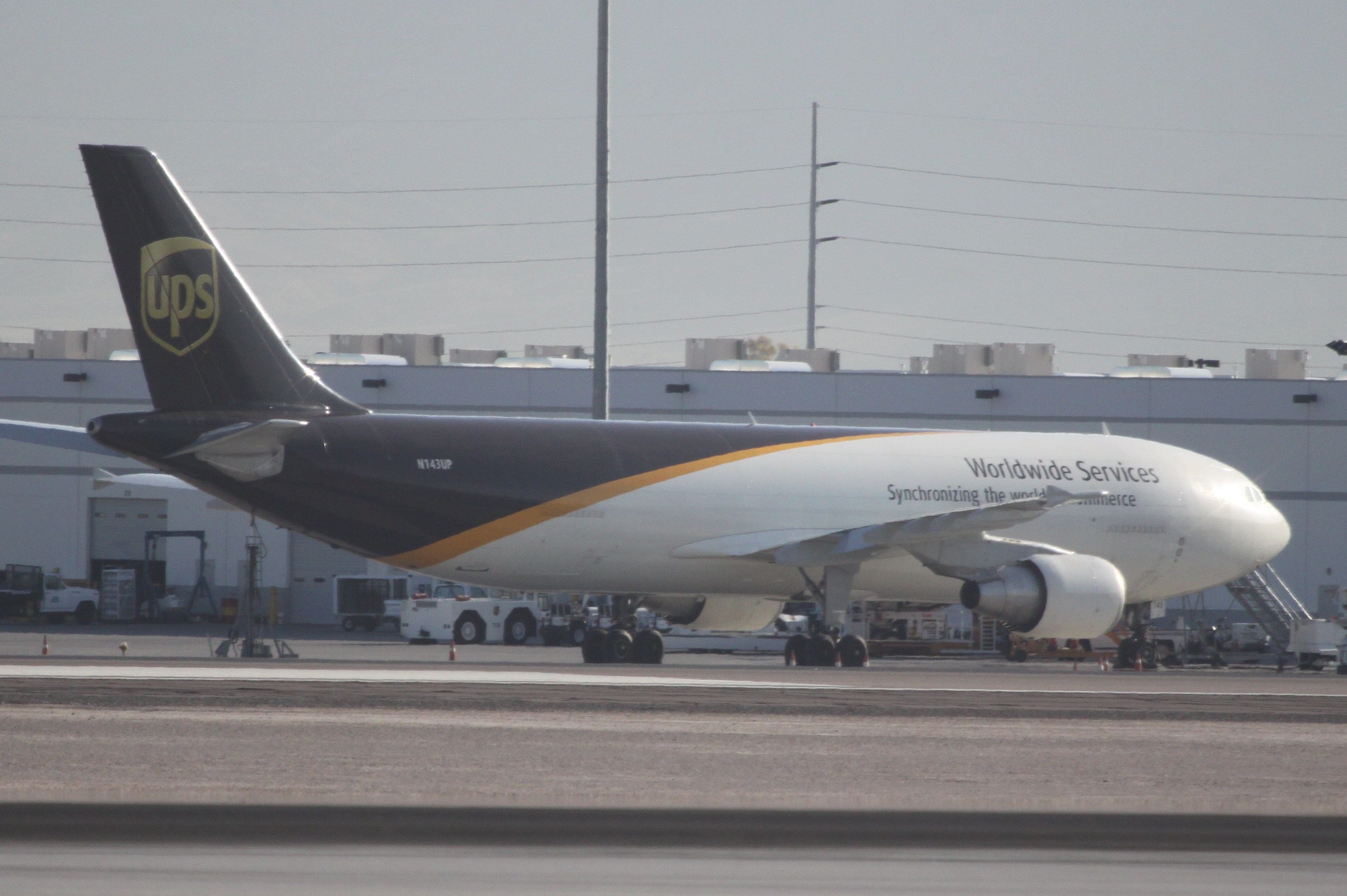
Un Airbus A300 de UPS Airlines en el Centro de Carga Aérea Marnell.

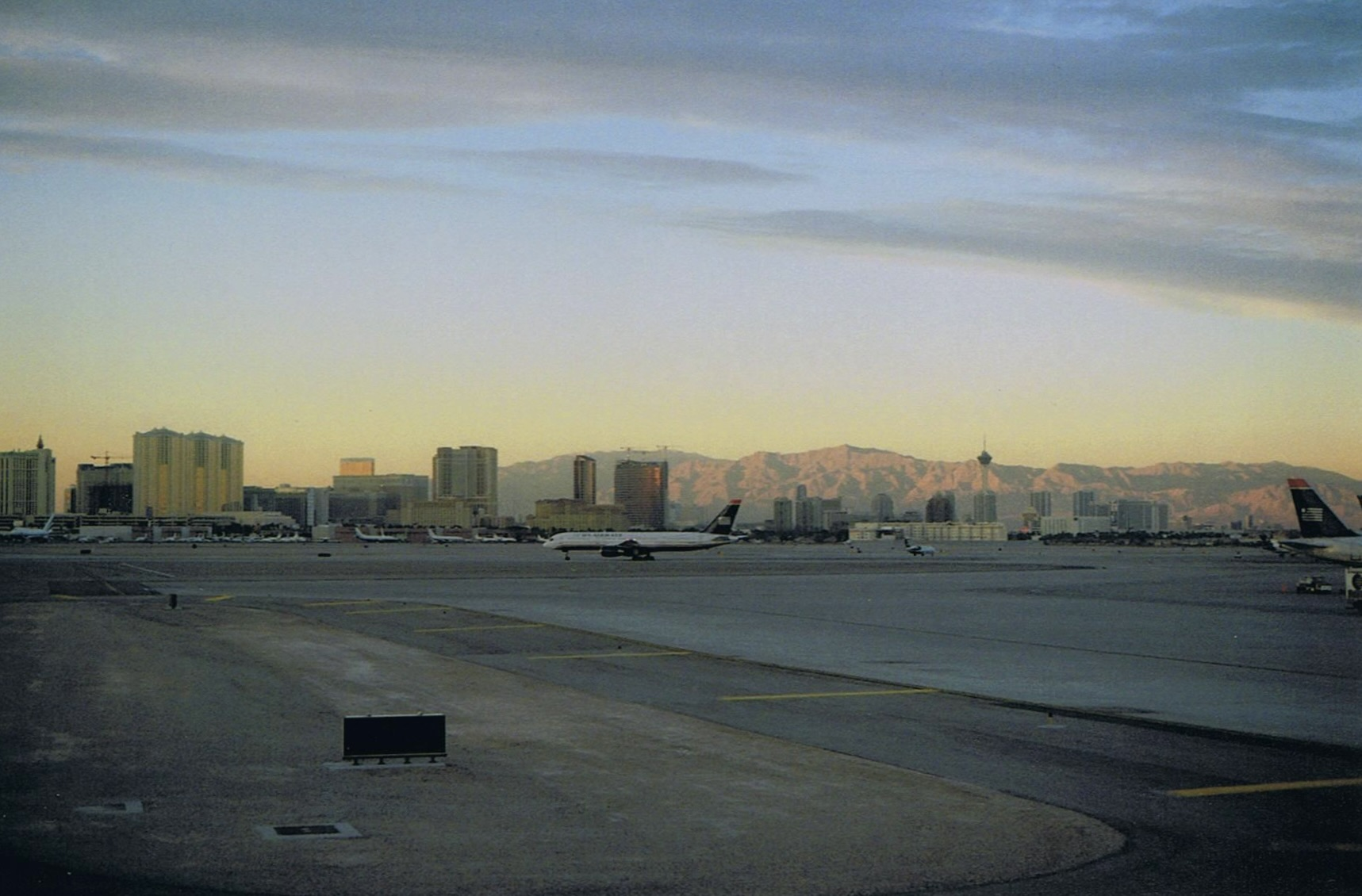
La principal calle de rodaje.

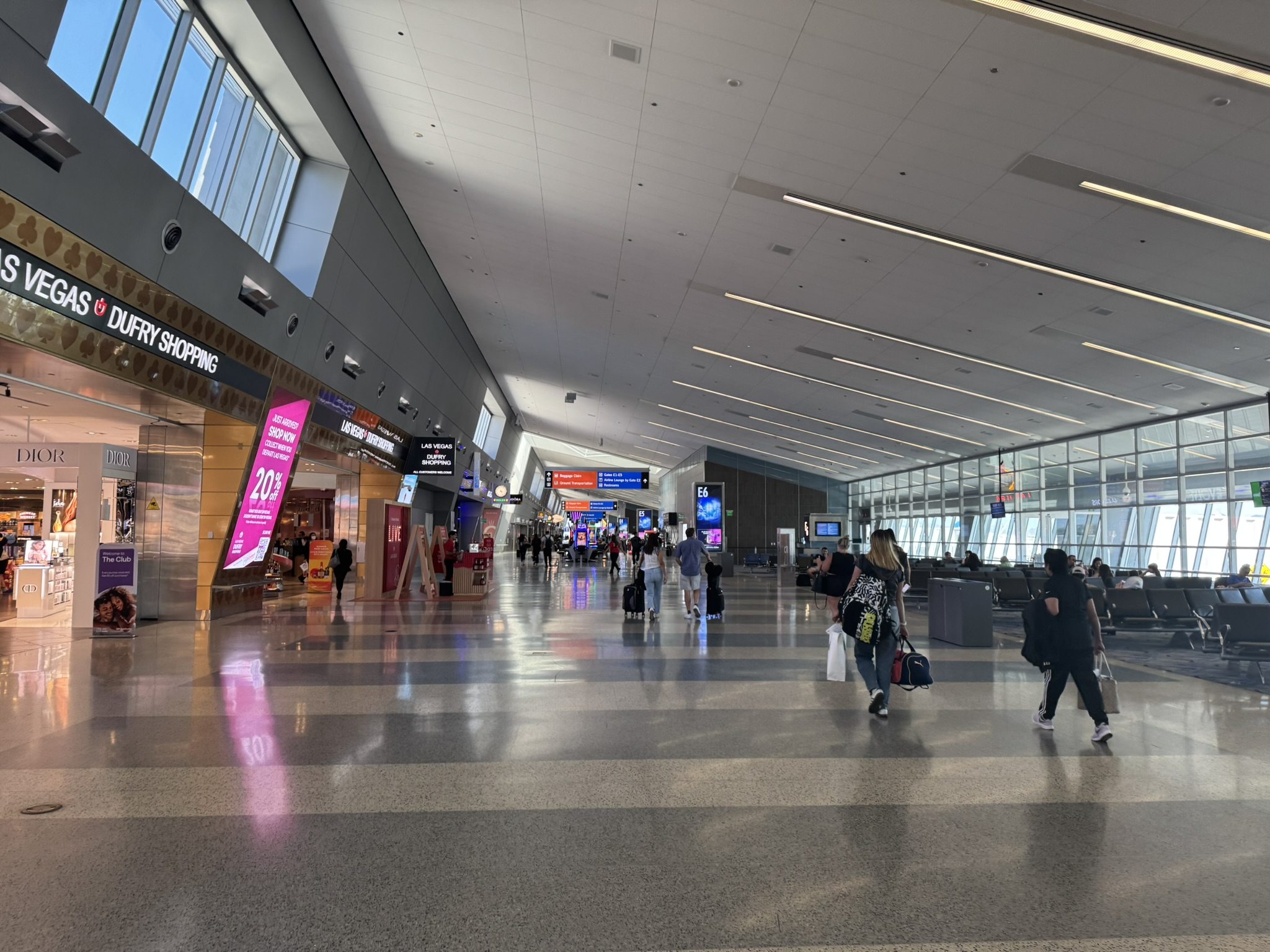
Salas de espera en la Terminal 3 del aeropuerto.

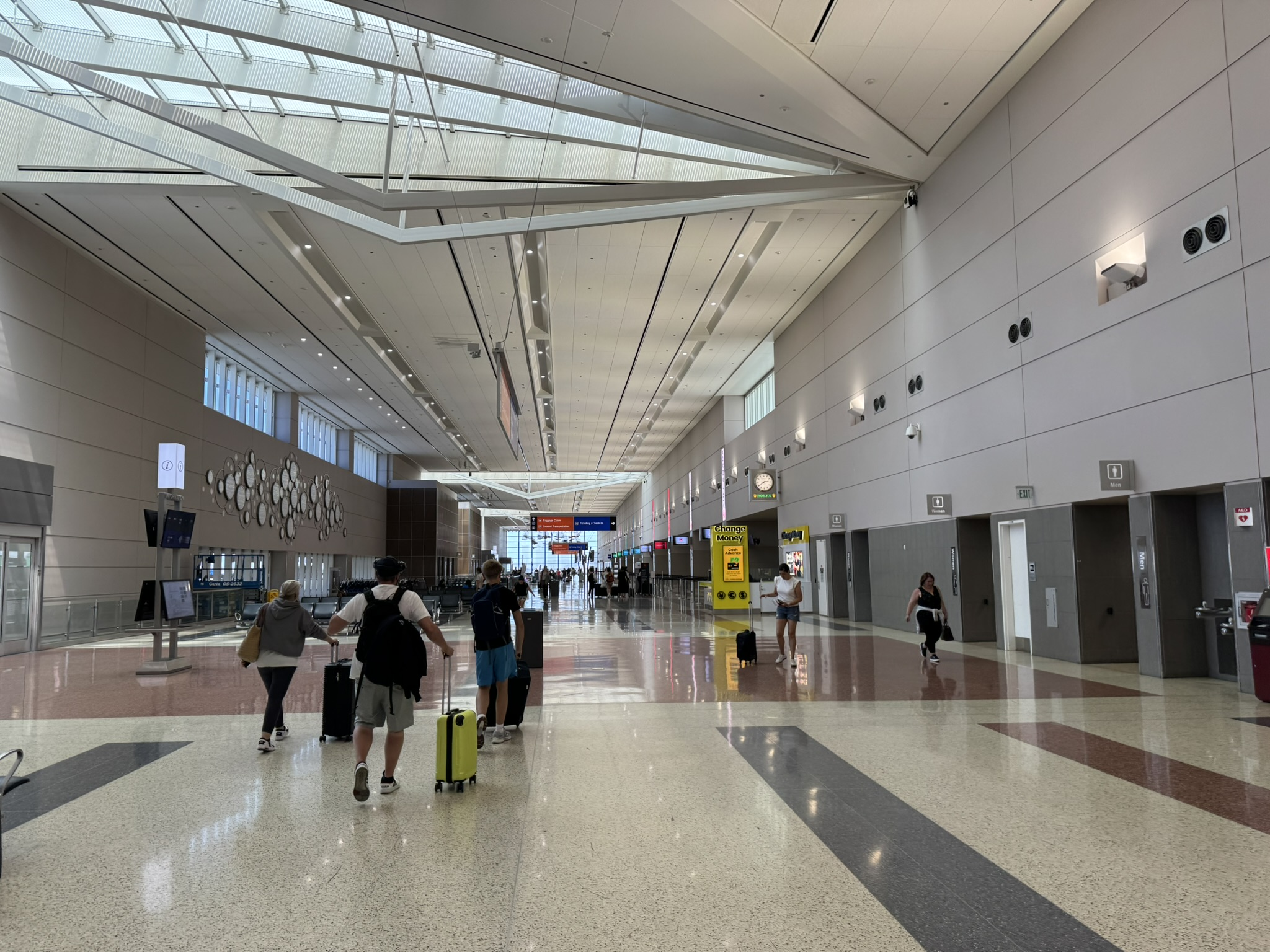
Pasillo Principal de la Terminal 3 del aeropuerto.

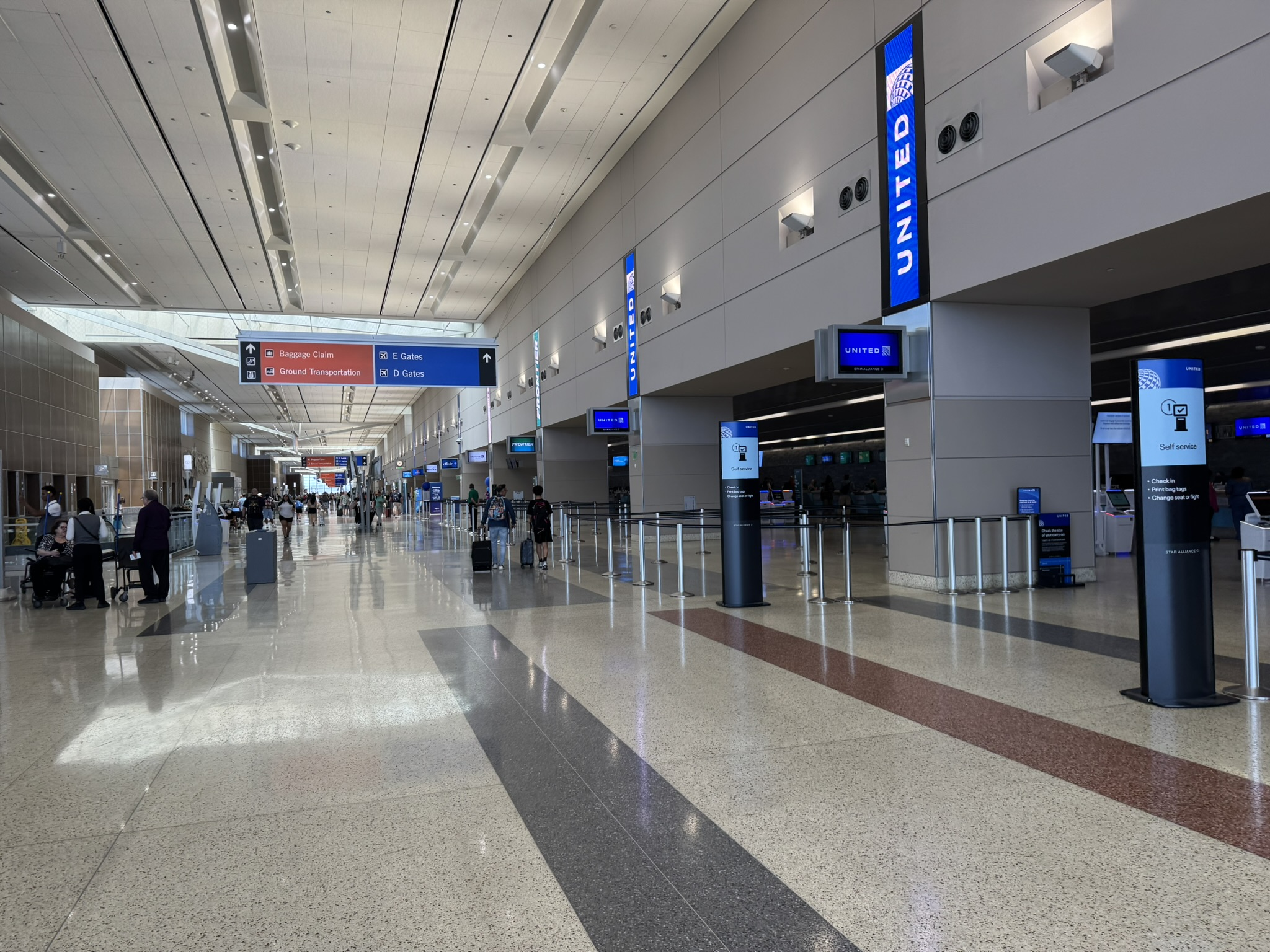
Mostradores de documentación en la Terminal 3 del aeropuerto.

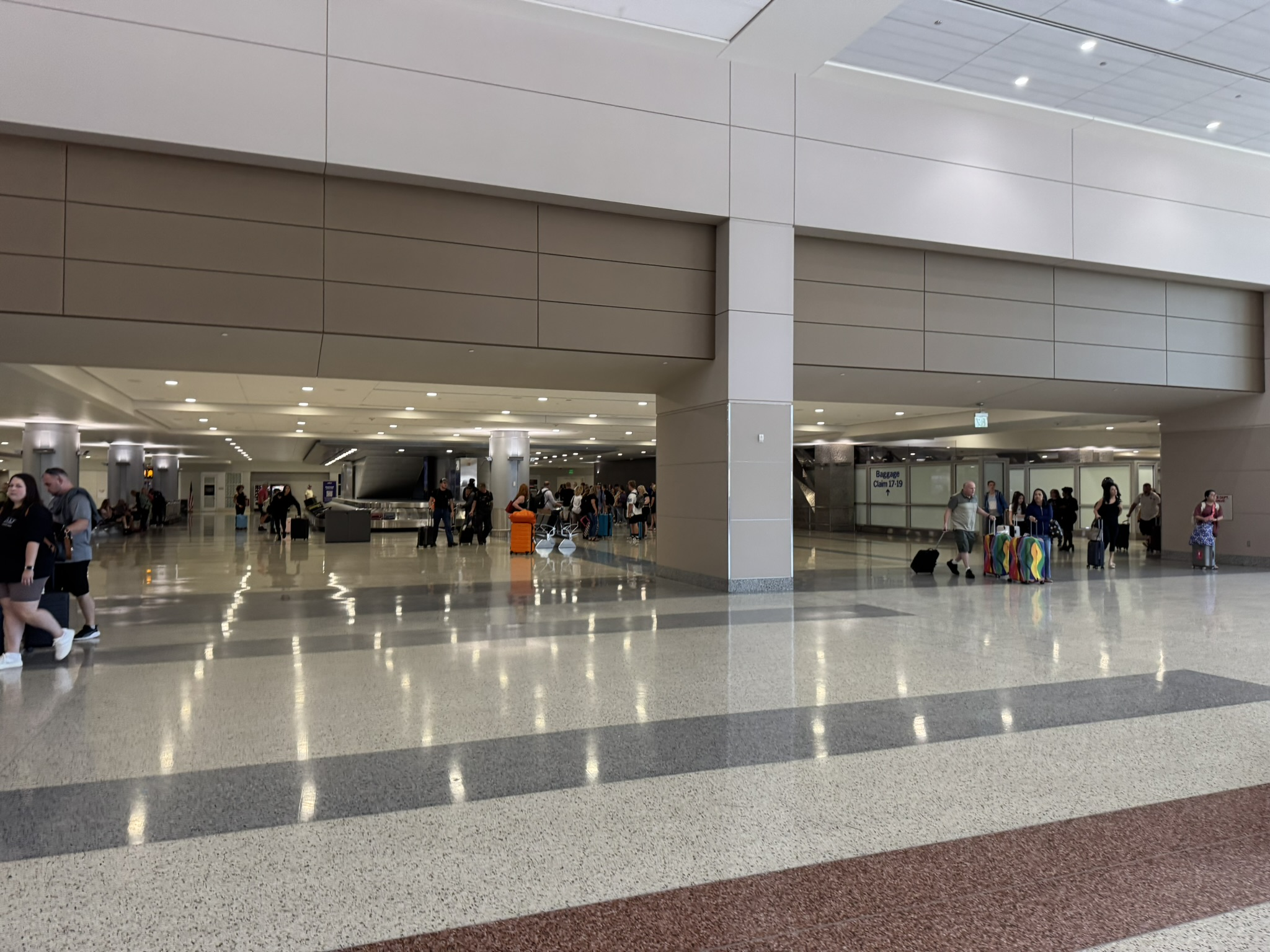
Zona de llegadas nacionales en la Terminal 3 del aeropuerto.

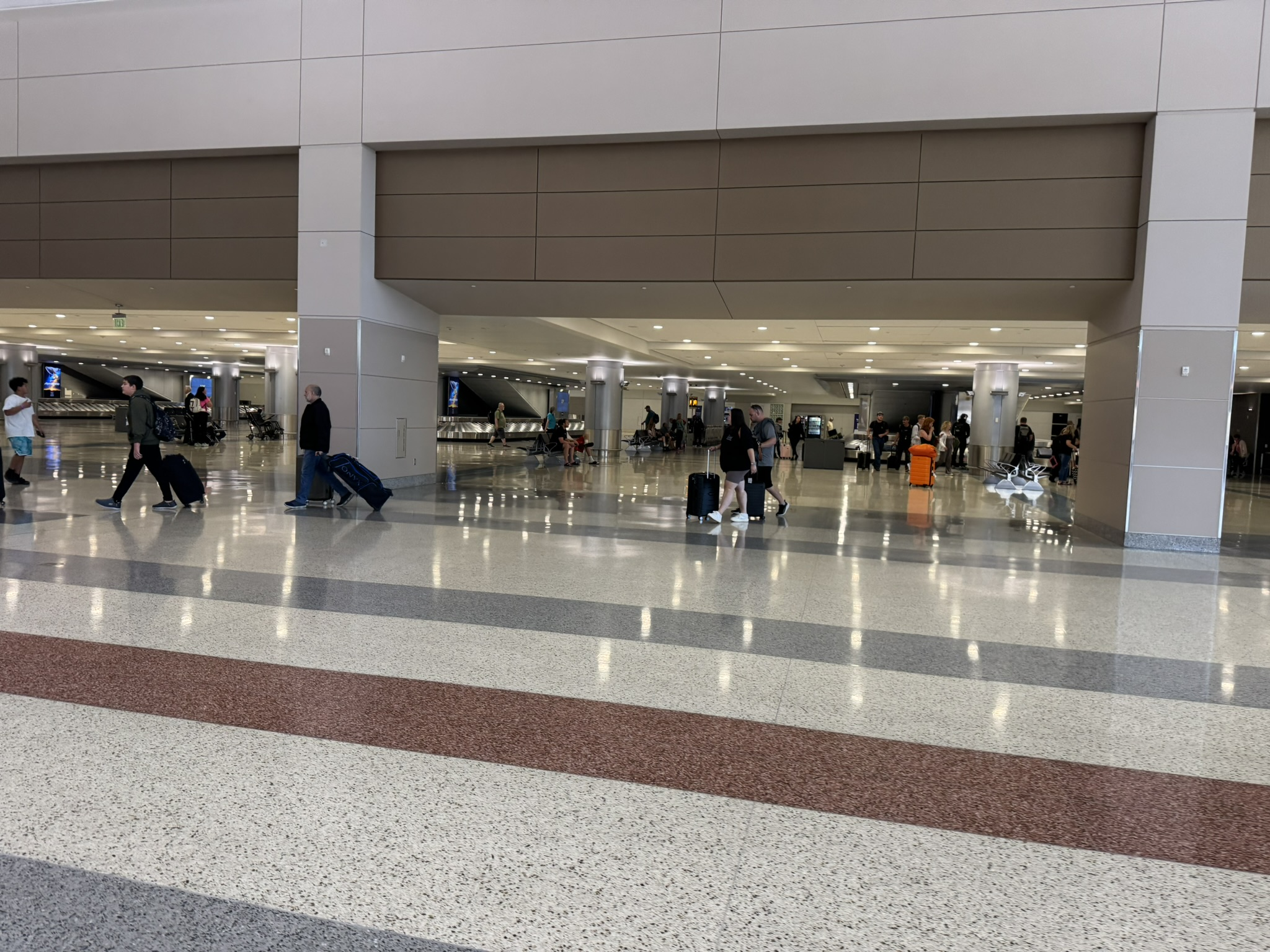
Zona de llegadas nacionales en la Terminal 3 del aeropuerto.

Se brinda servicio a 145 ciudades dentro del país a cargo de 13 aerolíneas. 
| Destinos nacionales del Aeropuerto de Las Vegas LAS CAK ALB ABQ AMA ANC ATL ATW AVL AUS BWI BLV BLI BIL BHM BIS BOI BOS BZN BUF BUR CID CLT CHA ORD MDW RFD CVG CLE CCR CMH COS DFW DAL DEN BJC APA DSM VPS DTW EAU ELP EUG PAE FAR XNA PHL FNT FLL RSW FWA FAT GUP GFK GRI GJT GRR GTF GPT BDL HNL IAH HOU HSV IDA IND FCA JAX OGG KOA MCI TYS LRD LEX LIH LIT LGB LAX VNY SDF LBB MFE MFR MEM MCE MIA MAF MKE MSP MOT MSO MLI MRY BNA EWR ORF MSY JFK OAK OKC OMA ONT SNA MCO PSP PIA PHX AZA PIT PDX PVU RDU RAP RDM RNO RIC ROC SMF SLC SAT SAN CLD SFO SJC STL SBP SBA SMX STS SCF SEA SHV FSD SYR SBN GEG SGF SCK TPA TUS TUL PSC DCA IAD ICT ISN | Destinos nacionales del Aeropuerto de Las Vegas LAS CAK ALB ABQ AMA ANC ATL ATW AVL AUS BWI BLV BLI BIL BHM BIS BOI BOS BZN BUF BUR CID CLT CHA ORD MDW RFD CVG CLE CCR CMH COS DFW DAL DEN BJC APA DSM VPS DTW EAU ELP EUG PAE FAR XNA PHL FNT FLL RSW FWA FAT GUP GFK GRI GJT GRR GTF GPT BDL HNL IAH HOU HSV IDA IND FCA JAX OGG KOA MCI TYS LRD LEX LIH LIT LGB LAX VNY SDF LBB MFE MFR MEM MCE MIA MAF MKE MSP MOT MSO MLI MRY BNA EWR ORF MSY JFK OAK OKC OMA ONT SNA MCO PSP PIA PHX AZA PIT PDX PVU RDU RAP RDM RNO RIC ROC SMF SLC SAT SAN CLD SFO SJC STL SBP SBA SMX STS SCF SEA SHV FSD SYR SBN GEG SGF SCK TPA TUS TUL PSC DCA IAD ICT ISN | Destinos nacionales del Aeropuerto de Las Vegas LAS CAK ALB ABQ AMA ANC ATL ATW AVL AUS BWI BLV BLI BIL BHM BIS BOI BOS BZN BUF BUR CID CLT CHA ORD MDW RFD CVG CLE CCR CMH COS DFW DAL DEN BJC APA DSM VPS DTW EAU ELP EUG PAE FAR XNA PHL FNT FLL RSW FWA FAT GUP GFK GRI GJT GRR GTF GPT BDL HNL IAH HOU HSV IDA IND FCA JAX OGG KOA MCI TYS LRD LEX LIH LIT LGB LAX VNY SDF LBB MFE MFR MEM MCE MIA MAF MKE MSP MOT MSO MLI MRY BNA EWR ORF MSY JFK OAK OKC OMA ONT SNA MCO PSP PIA PHX AZA PIT PDX PVU RDU RAP RDM RNO RIC ROC SMF SLC SAT SAN CLD SFO SJC STL SBP SBA SMX STS SCF SEA SHV FSD SYR SBN GEG SGF SCK TPA TUS TUL PSC DCA IAD ICT ISN | Destinos nacionales del Aeropuerto de Las Vegas LAS CAK ALB ABQ AMA ANC ATL ATW AVL AUS BWI BLV BLI BIL BHM BIS BOI BOS BZN BUF BUR CID CLT CHA ORD MDW RFD CVG CLE CCR CMH COS DFW DAL DEN BJC APA DSM VPS DTW EAU ELP EUG PAE FAR XNA PHL FNT FLL RSW FWA FAT GUP GFK GRI GJT GRR GTF GPT BDL HNL IAH HOU HSV IDA IND FCA JAX OGG KOA MCI TYS LRD LEX LIH LIT LGB LAX VNY SDF LBB MFE MFR MEM MCE MIA MAF MKE MSP MOT MSO MLI MRY BNA EWR ORF MSY JFK OAK OKC OMA ONT SNA MCO PSP PIA PHX AZA PIT PDX PVU RDU RAP RDM RNO RIC ROC SMF SLC SAT SAN CLD SFO SJC STL SBP SBA SMX STS SCF SEA SHV FSD SYR SBN GEG SGF SCK TPA TUS TUL PSC DCA IAD ICT ISN | Destinos nacionales del Aeropuerto de Las Vegas LAS CAK ALB ABQ AMA ANC ATL ATW AVL AUS BWI BLV BLI BIL BHM BIS BOI BOS BZN BUF BUR CID CLT CHA ORD MDW RFD CVG CLE CCR CMH COS DFW DAL DEN BJC APA DSM VPS DTW EAU ELP EUG PAE FAR XNA PHL FNT FLL RSW FWA FAT GUP GFK GRI GJT GRR GTF GPT BDL HNL IAH HOU HSV IDA IND FCA JAX OGG KOA MCI TYS LRD LEX LIH LIT LGB LAX VNY SDF LBB MFE MFR MEM MCE MIA MAF MKE MSP MOT MSO MLI MRY BNA EWR ORF MSY JFK OAK OKC OMA ONT SNA MCO PSP PIA PHX AZA PIT PDX PVU RDU RAP RDM RNO RIC ROC SMF SLC SAT SAN CLD SFO SJC STL SBP SBA SMX STS SCF SEA SHV FSD SYR SBN GEG SGF SCK TPA TUS TUL PSC DCA IAD ICT ISN | Destinos nacionales del Aeropuerto de Las Vegas LAS CAK ALB ABQ AMA ANC ATL ATW AVL AUS BWI BLV BLI BIL BHM BIS BOI BOS BZN BUF BUR CID CLT CHA ORD MDW RFD CVG CLE CCR CMH COS DFW DAL DEN BJC APA DSM VPS DTW EAU ELP EUG PAE FAR XNA PHL FNT FLL RSW FWA FAT GUP GFK GRI GJT GRR GTF GPT BDL HNL IAH HOU HSV IDA IND FCA JAX OGG KOA MCI TYS LRD LEX LIH LIT LGB LAX VNY SDF LBB MFE MFR MEM MCE MIA MAF MKE MSP MOT MSO MLI MRY BNA EWR ORF MSY JFK OAK OKC OMA ONT SNA MCO PSP PIA PHX AZA PIT PDX PVU RDU RAP RDM RNO RIC ROC SMF SLC SAT SAN CLD SFO SJC STL SBP SBA SMX STS SCF SEA SHV FSD SYR SBN GEG SGF SCK TPA TUS TUL PSC DCA IAD ICT ISN | Destinos nacionales del Aeropuerto de Las Vegas LAS CAK ALB ABQ AMA ANC ATL ATW AVL AUS BWI BLV BLI BIL BHM BIS BOI BOS BZN BUF BUR CID CLT CHA ORD MDW RFD CVG CLE CCR CMH COS DFW DAL DEN BJC APA DSM VPS DTW EAU ELP EUG PAE FAR XNA PHL FNT FLL RSW FWA FAT GUP GFK GRI GJT GRR GTF GPT BDL HNL IAH HOU HSV IDA IND FCA JAX OGG KOA MCI TYS LRD LEX LIH LIT LGB LAX VNY SDF LBB MFE MFR MEM MCE MIA MAF MKE MSP MOT MSO MLI MRY BNA EWR ORF MSY JFK OAK OKC OMA ONT SNA MCO PSP PIA PHX AZA PIT PDX PVU RDU RAP RDM RNO RIC ROC SMF SLC SAT SAN CLD SFO SJC STL SBP SBA SMX STS SCF SEA SHV FSD SYR SBN GEG SGF SCK TPA TUS TUL PSC DCA IAD ICT ISN | Destinos nacionales del Aeropuerto de Las Vegas LAS CAK ALB ABQ AMA ANC ATL ATW AVL AUS BWI BLV BLI BIL BHM BIS BOI BOS BZN BUF BUR CID CLT CHA ORD MDW RFD CVG CLE CCR CMH COS DFW DAL DEN BJC APA DSM VPS DTW EAU ELP EUG PAE FAR XNA PHL FNT FLL RSW FWA FAT GUP GFK GRI GJT GRR GTF GPT BDL HNL IAH HOU HSV IDA IND FCA JAX OGG KOA MCI TYS LRD LEX LIH LIT LGB LAX VNY SDF LBB MFE MFR MEM MCE MIA MAF MKE MSP MOT MSO MLI MRY BNA EWR ORF MSY JFK OAK OKC OMA ONT SNA MCO PSP PIA PHX AZA PIT PDX PVU RDU RAP RDM RNO RIC ROC SMF SLC SAT SAN CLD SFO SJC STL SBP SBA SMX STS SCF SEA SHV FSD SYR SBN GEG SGF SCK TPA TUS TUL PSC DCA IAD ICT ISN | Destinos nacionales del Aeropuerto de Las Vegas LAS CAK ALB ABQ AMA ANC ATL ATW AVL AUS BWI BLV BLI BIL BHM BIS BOI BOS BZN BUF BUR CID CLT CHA ORD MDW RFD CVG CLE CCR CMH COS DFW DAL DEN BJC APA DSM VPS DTW EAU ELP EUG PAE FAR XNA PHL FNT FLL RSW FWA FAT GUP GFK GRI GJT GRR GTF GPT BDL HNL IAH HOU HSV IDA IND FCA JAX OGG KOA MCI TYS LRD LEX LIH LIT LGB LAX VNY SDF LBB MFE MFR MEM MCE MIA MAF MKE MSP MOT MSO MLI MRY BNA EWR ORF MSY JFK OAK OKC OMA ONT SNA MCO PSP PIA PHX AZA PIT PDX PVU RDU RAP RDM RNO RIC ROC SMF SLC SAT SAN CLD SFO SJC STL SBP SBA SMX STS SCF SEA SHV FSD SYR SBN GEG SGF SCK TPA TUS TUL PSC DCA IAD ICT ISN |
| Destinos | Southwest Airlines | Allegiant Air | Spirit Airlines | Frontier Airlines | Delta Air Lines | Otra | # | |
| --- | --- | --- | --- | --- | --- | --- | --- | --- |
| Akron (CAK) | | | | | | Breeze Airways | 1 | |
| Albany (ALB) | • | | | | | | 1 | |
| Albuquerque (ABQ) | • | | • | | | | 2 | |
| Amarillo (AMA) | • | | | | | | 1 | |
| Anchorage (ANC) | | | | | | Alaska Airlines | 1 | |
| Atlanta (ATL) | • | | • | • | • | | 4 | |
| Appleton (ATW) | | • | | | | | 1 | |
| Asheville (AVL) | | • | | | | | 1 | |
| Austin (AUS) | • | | • | • | • | | 4 | |
| Baltimore (BWI) | • | | • | | | | 2 | |
| Belleville (BLV) | | • | | | | | 1 | |
| Bellingham (BLI) | | • | | | | | 1 | |
| Billings (BIL) | | • | | | | | 1 | |
| Birmingham (BHM) | • | | | | | | 1 | |
| Bismarck (BIS) | | • | | | | | 1 | |
| Boise (BOI) | • | • | • | | | Alaska Airlines | 4 | |
| Boston (BOS) | | | | | • | JetBlue Airways | 2 | |
| Bozeman (BZN) | • | • | | | | | 2 | |
| Búfalo (BUF) | • | | | | | | 1 | |
| Burbank (BUR) | • | | • | | | JSX | 3 | |
| Cedar Rapids (CID) | | • | | | | | 1 | |
| Charlotte (CLT) | | | • | | | American Airlines | 2 | |
| Chattanooga (CHA) | | • | | | | | 1 | |
| Chicago (ORD) | • | | • | • | | American Airlines / United Airlines | 5 | |
| Chicago (MDW) | • | | | • | | | 2 | |
| Chicago (RFD) | | • | | | | | 1 | |
| Cincinnati (CVG) | | • | | • | • | | 3 | |
| Cleveland (CLE) | • | | | • | | | 2 | |
| Columbus (CMH) | • | | • | | | | 2 | |
| Colorado Springs (COS) | • | | | | | | 1 | |
| Concord (CCR) | | | | | | JSX | 1 | |
| Dallas (DFW) | | | • | • | | American Airlines | 3 | |
| Dallas (DAL) | • | | | | | JSX | 2 | |
| Denver (DEN) | • | | | • | | United Airlines | 3 | |
| Denver (BJC) | | | | | | JSX | 1 | |
| Denver (APA) | | | | | | JSX | 1 | |
| Des Moines (DSM) | • | • | | | | | 2 | |
| Destin (VPS) | | • | | | | | 1 | |
| Detroit (DTW) | • | | • | | • | | 3 | |
| Eau Claire (EAU) | | | | | | Sun Country Airlines | 1 | |
| El Paso (ELP) | • | | | • | | | 2 | |
| Eugene (EUG) | • | • | | | | | 2 | |
| Everett (PAE) | | | | • | | Alaska Airlines | 2 | |
| Fargo (FAR) | | • | | | | | 1 | |
| Fayetteville (XNA) | | • | | | | | 1 | |
| Filadelfia (PHL) | | | • | • | | American Airlines | 3 | |
| Flint (FNT) | | • | | | | | 1 | |
| Fort Lauderdale (FLL) | • | | • | | | JetBlue Airways | 3 | |
| Fort Myers (RSW) | | | | | | Breeze Airways | 1 | |
| Fort Wayne (FWA) | | • | | | | | 1 | |
| Fresno (FAT) | • | • | | | | | 2 | |
| Gallup (GUP) | | | | | | Advanced Air | 1 | |
| Glacier Park (FCA) | | • | | | | | 1 | |
| Grand Forks (GFK) | | • | | | | | 1 | |
| Grand Island (GRI) | | • | | | | | 1 | |
| Grand Junction (GJT) | | | | | | Breeze Airways | 1 | |
| Grand Rapids (GRR) | • | • | | | | | 2 | |
| Great Falls (GTF) | | • | | | | | 1 | |
| Gulfport (GPT) | | | | | | Breeze Airways | 1 | |
| Hartford (BDL) | | | | | | Breeze Airways | 1 | |
| Honolulu (HNL) | • | | | | | Hawaiian Airlines | 2 | |
| Houston (IAH) | | | • | • | | United Airlines | 3 | |
| Houston (HOU) | • | | | | | | 1 | |
| Huntsville (HSV) | | | | | | Breeze Airways | 1 | |
| Idaho Falls (IDA) | | • | | | | | 1 | |
| Indianápolis (IND) | • | • | • | | | | 3 | |
| Jacksonville (JAX) | | | | | | Breeze Airways | 1 | |
| Kahului (OGG) | • | | | | | Hawaiian Airlines | 2 | |
| Kailua (KOA) | • | | | | | | 1 | |
| Kansas City (MCI) | • | | • | | | | 2 | |
| Knoxville (TYS) | | • | | | | | 1 | |
| Laredo (LRD) | | • | | | | | 1 | |
| Lexington (LEX) | | • | | | | | 1 | |
| Lihue (LIH) | • | | | | | | 1 | |
| Little Rock (LIT) | • | | | | | | 1 | |
| Long Beach (LGB) | • | | | | | | 1 | |
| Los Ángeles (LAX) | • | | • | • | • | Alaska Airlines / American Airlines / JSX / United Airlines | 9 | |
| Los Ángeles (VNY) | | | | | | Aero | 1 | |
| Louisville (SDF) | • | | | | | | 1 | |
| Lubbock (LBB) | • | | | | | | 1 | |
| McAllen (MFE) | | • | | | | | 1 | |
| Medford (MFR) | | • | | | | | 1 | |
| Memphis (MEM) | • | • | • | | | | 3 | |
| Merced (MCE) | | | | | | Advanced Air | 1 | |
| Miami (MIA) | | | • | | | American Airlines | 2 | |
| Midland (MAF) | • | | | | | | 1 | |
| Milwakee (MKE) | • | | • | | | Sun Country Airlines | 3 | |
| Mineápolis (MSP) | • | | | | • | Sun Country Airlines | 3 | |
| Minot (MOT) | | • | | | | | 1 | |
| Missoula (MSO) | | • | | | | | 1 | |
| Moline (MLI) | | • | | | | | 1 | |
| Monterey (MRY) | | • | | | | | 1 | |
| Nashville (BNA) | • | | • | | | | 2 | |
| Newark (EWR) | | | • | | | JetBlue Airways / United Airlines | 3 | |
| Norfolk (ORF) | | | | | | Breeze Airways | 1 | |
| Nueva Orleans (MSY) | • | | • | | | Breeze Airways | 3 | |
| Nueva York (JFK) | | | | • | • | American Airlines / JetBlue Airways | 4 | |
| Oakland (OAK) | • | | • | | | JSX | 3 | |
| Oklahoma City (OKC) | • | • | | • | | | 3 | |
| Omaha (OMA) | • | • | | | | | 2 | |
| Ontario (ONT) | • | | | • | | | 2 | |
| Orange County (SNA) | • | | • | • | • | JSX | 5 | |
| Orlando (MCO) | • | | • | • | | JetBlue Airways | 4 | |
| Palm Springs (PSP) | • | | | | | | 1 | |
| Peoria (PIA) | | • | | | | | 1 | |
| Phoenix (PHX) | • | | • | • | | American Airlines | 4 | |
| Phoenix (AZA) | | • | | | | | 1 | |
| Pittsburgh (PIT) | • | | • | | | | 2 | |
| Portland (PDX) | • | | • | • | | Alaska Airlines | 4 | |
| Provo (PVU) | | | | | | Breeze Airways | 1 | |
| Raleigh (RDU) | • | | | • | • | | 3 | |
| Rapid City (RAP) | | • | | | | | 1 | |
| Redmond (RDM) | | | | | | Breeze Airways | 1 | |
| Reno (RNO) | • | | • | • | | JSX | 4 | |
| Richmond (RIC) | | | | | | Breeze Airways | 1 | |
| Rochester (ROC) | • | | | | | | 1 | |
| Sacramento (SMF) | • | | • | • | • | | 4 | |
| Salt Lake City (SLC) | • | | • | • | • | JSX | 5 | |
| San Antonio (SAT) | • | | • | • | | | 4 | |
| San Diego (SAN) | • | | • | • | • | Alaska Airlines | 6 | |
| San Diego (CLD) | | | | | | JSX | 1 | |
| San Francisco (SFO) | • | | | • | | Alaska Airlines / United Airlines | 4 | |
| San José (SJC) | • | | • | • | • | | 4 | |
| San Luis (STL) | • | | | • | | | 2 | |
| San Luis Obispo (SBP) | | | | | | Alaska Airlines | 1 | |
| Santa Bárbara (SBA) | • | | | | | | 1 | |
| Santa María (SMX) | | • | | | | | 1 | |
| Santa Rosa (STS) | | | | | | Alaska Airlines | 1 | |
| Scottsdale (SCF) | | | | | | JSX | 1 | |
| Seattle (SEA) | • | | | • | • | Alaska Airlines | 4 | |
| Shreveport (SHV) | | • | | | | | 1 | |
| Sioux Falls (FSD) | | • | | | | | 1 | |
| Siracusa (SYR) | | | | | | Breeze Airways | 1 | |
| South Bend (SBN) | | • | | | | | 1 | |
| Spokane (GEG) | • | • | | | | | 2 | |
| Springfield (SGF) | | • | | | | | 1 | |
| Stockton (SCK) | | • | | | | | 1 | |
| Tampa (TPA) | • | | • | | | | 2 | |
| Tri-Cities (PSC) | | • | | | | | 1 | |
| Tucson (TUS) | • | | | • | | | 2 | |
| Tulsa (TUL) | • | • | | | | | 2 | |
| Washington (DCA) | • | | | | | American Airlines | 2 | |
| Washington (IAD) | | | | • | | United Airlines | 2 | |
| Wichita (ICT) | • | • | | | | | 2 | |
| Williston (ISN) | | | | | | Sun Country Airlines | 1 | |
| Total | 71 | 52 | 35 | 33 | 15 | 65 | 145 | |

### Destinos internacionales
Se ofrece servicio a 25 destinos internacionales (12 estacionales), a cargo de 19 aerolíneas. 
| Canadá (10 destinos [6 estacionales], 5 aerolíneas)            |                                                           |                                                           |
| Calgary                                                        | Aeropuerto Internacional de Calgary                       | WestJet                                                   |
| Edmonton                                                       | Aeropuerto Internacional de Edmonton                      | WestJet                                                   |
| Kelowna                                                        | Aeropuerto Internacional de Kelowna                       | WestJet (Estacional)                                      |
| Montreal                                                       | Aeropuerto Internacional Pierre Elliott Trudeau           | Air Canada / Air Canada Rouge (Estacional)                |
| Regina                                                         | Aeropuerto Internacional de Regina                        | WestJet (Estacional)                                      |
| Saskatoon                                                      | Aeropuerto Internacional de Saskatoon-John G. Diefenbaker | WestJet (Estacional)                                      |
| Toronto                                                        | Aeropuerto Internacional Toronto Pearson                  | Air Canada / Air Canada Rouge / Porter Airlines / WestJet |
| Vancouver                                                      | Aeropuerto Internacional de Vancouver                     | Air Canada / Flair Airlines (Estacional) / WestJet        |
| Victoria                                                       | Aeropuerto Internacional de Victoria                      | WestJet (Estacional)                                      |
| Winnipeg                                                       | Aeropuerto Internacional James Armstrong Richardson       | WestJet (Estacional)                                      |
| México (5 destinos [2 estacionales], 4 aerolíneas)             |                                                           |                                                           |
| Ciudad de México                                               | Aeropuerto Internacional de la Ciudad de México           | Aeroméxico / Viva / Volaris                               |
| Guadalajara                                                    | Aeropuerto Internacional de Guadalajara                   | Aeroméxico (Estacional) / Viva / Volaris                  |
| Monterrey                                                      | Aeropuerto Internacional de Monterrey                     | Aeroméxico (Estacional) / Viva                            |
| Puerto Vallarta                                                | Aeropuerto Internacional de Puerto Vallarta               | Alaska Airlines (Estacional)                              |
| San José del Cabo                                              | Aeropuerto Internacional de Los Cabos                     | Alaska Airlines (Estacional)                              |
| Centroamérica                                                  |                                                           |                                                           |
| El Salvador (1 destino [estacional], 1 aerolínea)              |                                                           |                                                           |
| San Salvador                                                   | Aeropuerto Internacional de El Salvador                   | Avianca El Salvador (Estacional)                          |
| Panamá (1 destino, 1 aerolínea)                                |                                                           |                                                           |
| Ciudad de Panamá                                               | Aeropuerto Internacional de Tocumen                       | Copa Airlines                                             |
| Europa                                                         |                                                           |                                                           |
| Alemania (1 destino, 2 aerolíneas)                             |                                                           |                                                           |
| Fráncfort                                                      | Aeropuerto de Fráncfort del Meno                          | Condor (Estacional) / Discover Airlines                   |
| Irlanda (1 destino [estacional], 1 aerolínea)                  |                                                           |                                                           |
| Dublín                                                         | Aeropuerto de Dublín                                      | Aer Lingus (Estacional)                                   |
| Países Bajos (1 destino, 1 aerolínea)                          |                                                           |                                                           |
| Ámsterdam                                                      | Aeropuerto de Ámsterdam-Schiphol                          | KLM                                                       |
| Reino Unido (3 destinos [1 estacional], 2 aerolíneas)          |                                                           |                                                           |
| Londres                                                        | Aeropuerto de Londres-Heathrow                            | British Airways / Virgin Atlantic                         |
| Londres                                                        | Aeropuerto de Londres-Gatwick                             | British Airways                                           |
| Mánchester                                                     | Aeropuerto de Mánchester                                  | Virgin Atlantic (Estacional)                              |
| Suiza (1 destino [estacional], 1 aerolínea)                    |                                                           |                                                           |
| Zúrich                                                         | Aeropuerto Internacional de Zúrich                        | Edelweiss Air (Estacional)                                |
| Asia                                                           |                                                           |                                                           |
| Corea del Sur (1 destino, 1 aerolínea)                         |                                                           |                                                           |
| Seúl                                                           | Aeropuerto Internacional de Incheon                       | Korean Air                                                |
| Total: 25 destinos (12 estacionales), 10 países, 19 aerolíneas |                                                           |                                                           |

### Otras operaciones en las terminales
- Base de operaciones fija

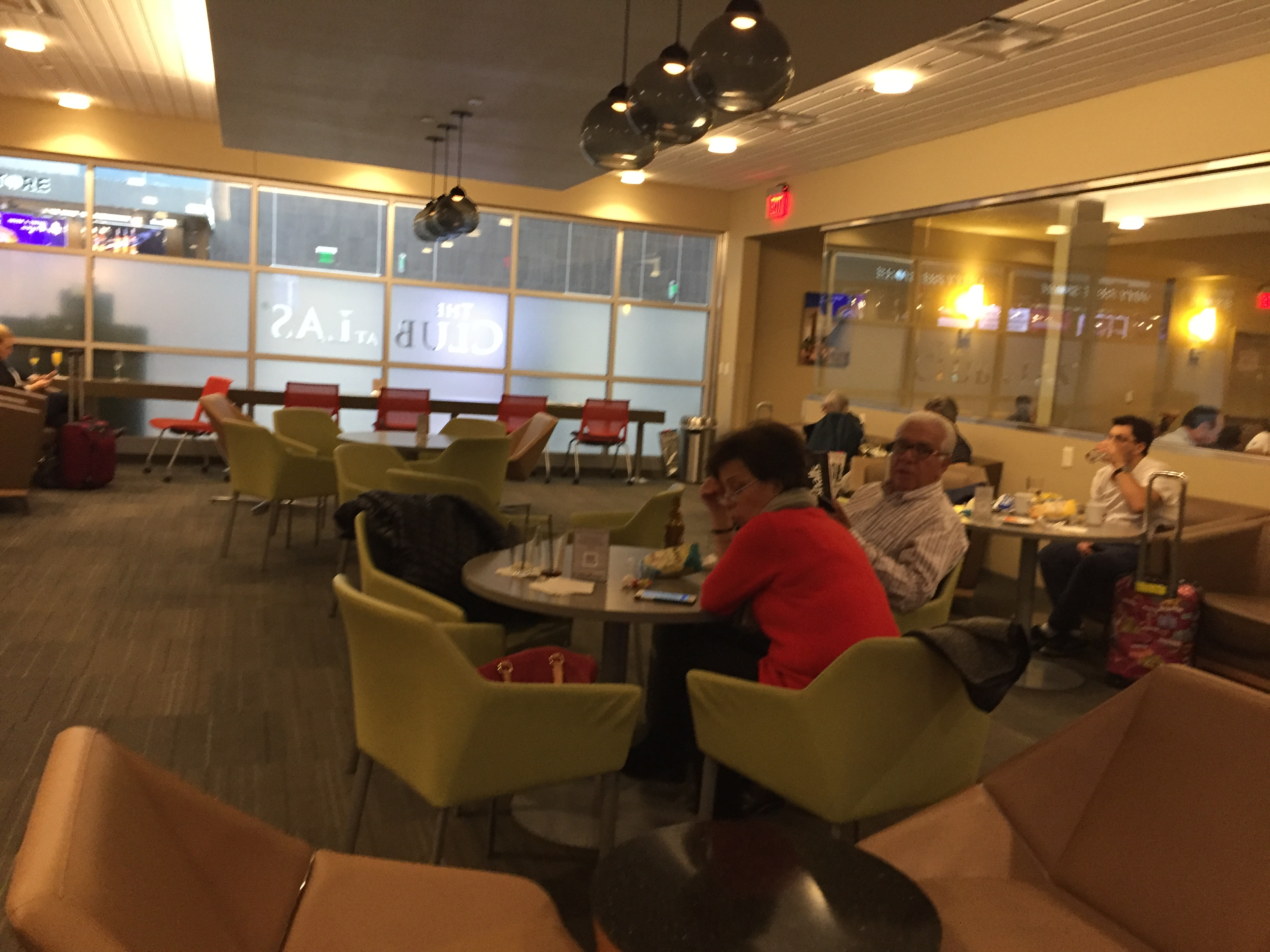
Salón VIP The Club at LAS en la Terminal 3 del aeropuerto.

  - Soporte de Vuelo, propiedad de BBA Aviation Services Group, proporciona servicios para aeronaves privadas que utilizan McCarran. También proporciona equipo y soporte a otras aerolíneas para tipos de aeronaves que normalmente no vuelan en McCarran.
  - El Las Vegas Executive Air Terminal, propiedad de Eagle Aviation Resources, está siendo comptrada por Macquarie Infrastructure Company. Proporciona servicios para aeronaves privadas que utilizan McCarran.
- Compañías de helicópteros:
  - Papillon Grand Canyon Helicopters turístico
  - Heli USA turístico
- La Terminal de Puente Aéreo EG&G, operada por el contratista de defensa EG&G Technical Services. EG&G vuela con varias aeronaves (como el Boeing 737) de McCarran a varias instalaciones militares en el Sur de Nevada y el Este de California. Los contratistas civiles que utilizan este servicio (JANET) trabajan en el Tonopah Test Range, Nevada Test Site y otras instalaciones.
- Hughes Aviation
- Quail Aviation
- Scenic Aviation turístico

## Estadísticas

### Rutas más transitadas
| Número | Ciudad                    | Pasajeros | Aerolínea |
| ------ | ------------------------- | --------- | --- |
| 1      | Los Ángeles, California   | 1,351,000 | Alaska Airlines, American Airlines, Delta Air Lines, Delta Connection, Frontier Airlines, Southwest Airlines, Spirit Airlines, United Airlines, United Express |
| 2      | Denver, Colorado          | 1,106,000 | Frontier Airlines, Southwest Airlines, Spirit Airlines, United Airlines                                                                                        |
| 3      | Dallas, Texas             | 982,000   | American Airlines, Frontier Airlines, Spirit Airlines, Sun Country Airlines                                                                                    |
| 4      | Seattle, Washington       | 951,000   | Alaska Airlines, Delta Air Lines, Frontier Airlines, Southwest Airlines, Spirit Airlines                                                                       |
| 5      | Phoenix, Arizona          | 854,000   | American Airlines, Frontier Airlines, JSX, Southwest Airlines                                                                                                  |
| 6      | Atlanta, Georgia          | 851,000   | Delta Air Lines, Frontier Airlines, Southwest Airlines, Spirit Airlines                                                                                        |
| 7      | Chicago, Illinois         | 806,000   | American Airlines, Frontier Airlines, Spirit Airlines, United Airlines                                                                                         |
| 8      | San Francisco, California | 798,000   | Alaska Airlines, Frontier Airlines, Southwest Airlines, United Airlines, United Express                                                                        |
| 9      | San Diego, California     | 762,000   | Allegiant Air, Frontier Airlines, JSX, Southwest Airlines, Spirit Airlines                                                                                     |
| 10     | Sacaramento, California   | 688,000   | Delta Connection, Southwest Airlines, Spirit Airlines |

| Puesto | Ciudad                   | Pasajeros | Aerolíneas                                                                    |
| ------ | ------------------------ | --------- | ----------------------------------------------------------------------------- |
| 1      | Toronto, Canadá          | 507,718   | Air Canada, Air Canada Rouge, Canada Jetlines, Flair Airlines, Swoop, WestJet |
| 2      | Londres, Reino Unido     | 370,436   | British Airways, Virgin Atlantic                                              |
| 3      | Ciudad de México, México | 354,991   | Aeroméxico, Viva, Volaris                                                     |
| 4      | Vancouver, Canadá        | 348,474   | Air Canada, Flair Airlines, WestJet                                           |
| 5      | Calgary, Canadá          | 345,325   | Flair Airlines, Lynx Air, WestJet                                             |
| 6      | Guadalajara, México      | 189,774   | Volaris                                                                       |
| 7      | Edmonton, Canadá         | 187,382   | Flair Airlines, WestJet                                                       |
| 8      | Montreal, Canadá         | 140,984   | Air Canada Rouge, Lynx Air                                                    |
| 9      | Ámsterdam, Países Bajos  | 118,900   | KLM                                                                           |
| 10     | Fráncfort, Alemania      | 101,084   | Condor, Discover Airlines                                                     |

### Tráfico anual

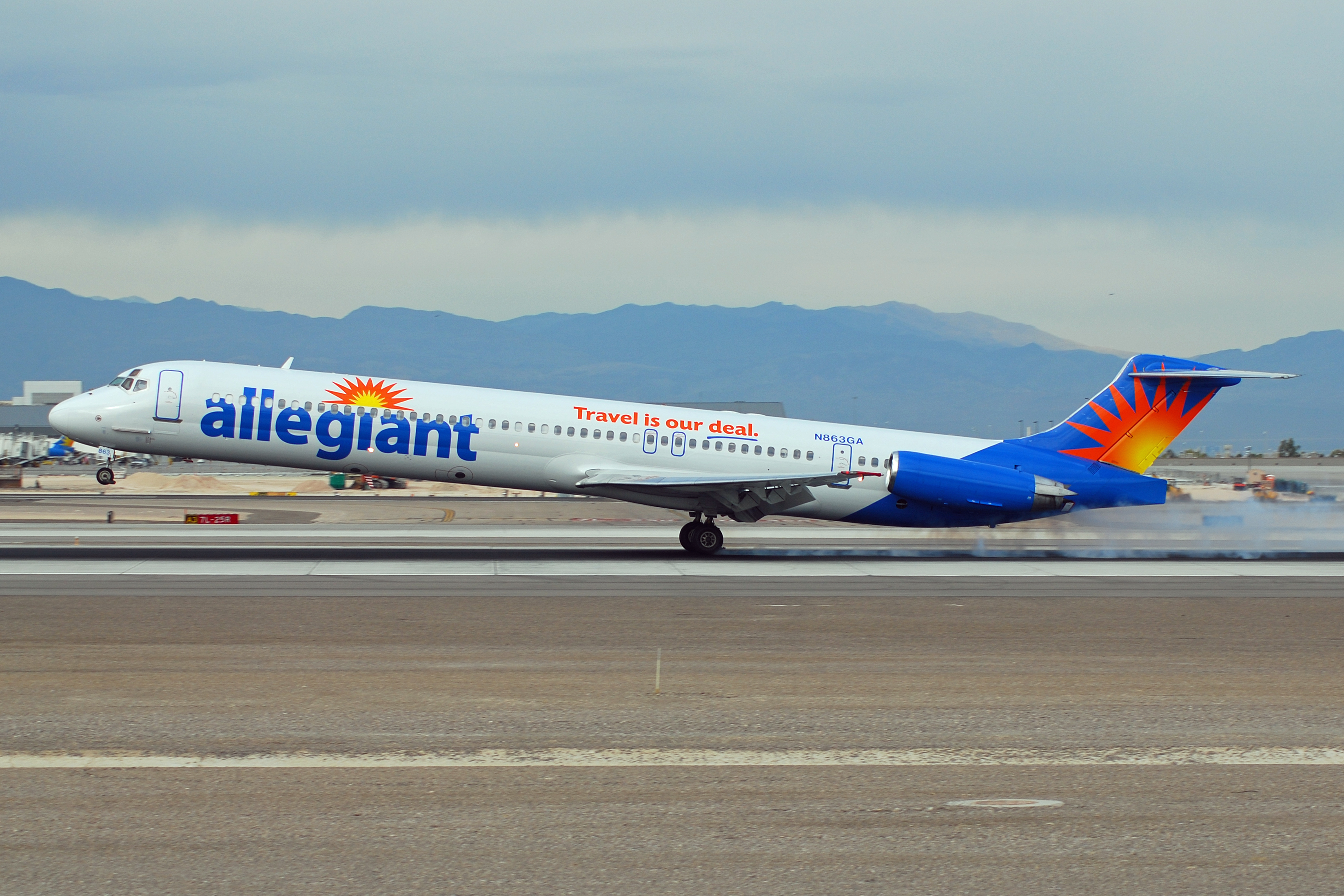
Un McDonnell Douglas MD-83 de Allegiant Air llegando.

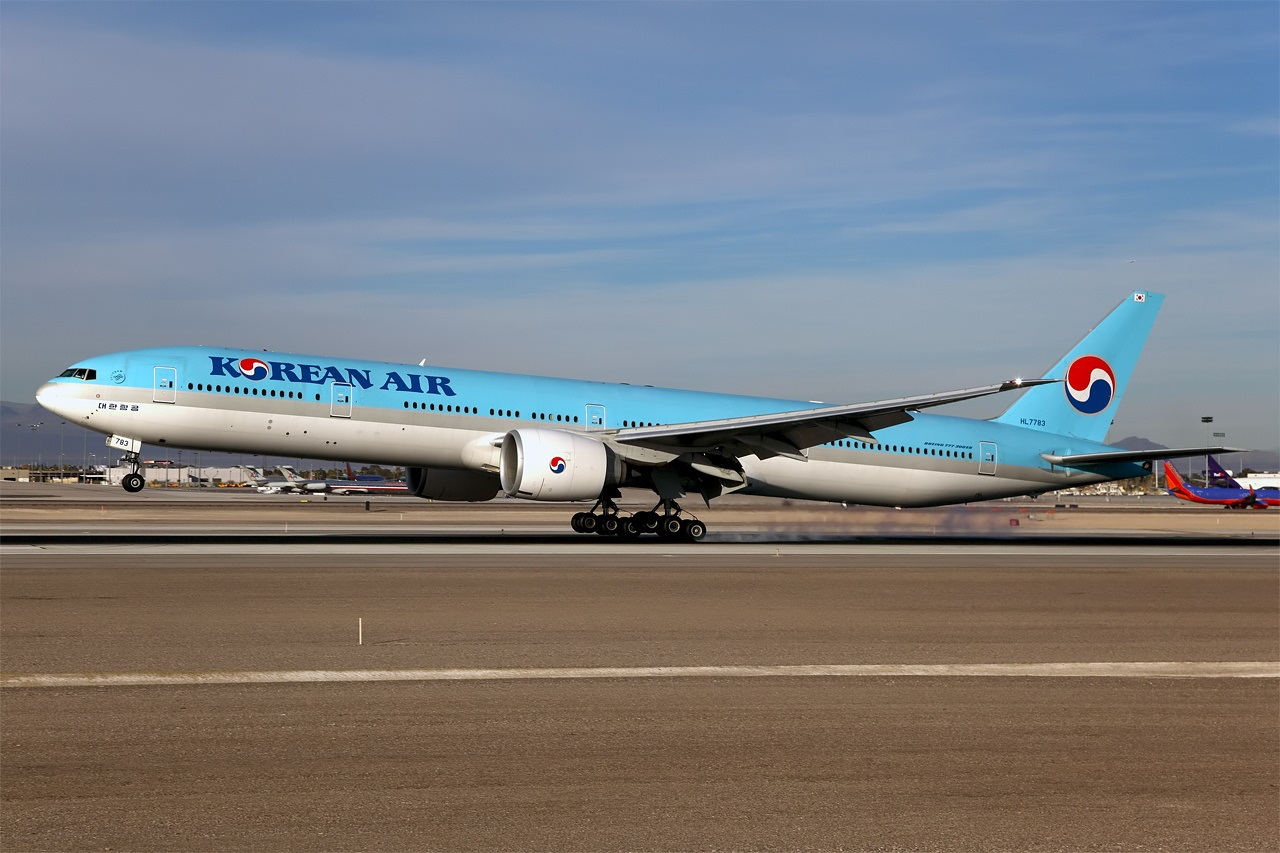
Un Boeing 777-300ER de Korean Air aterrizando.

| Año  | Pasajeros  | Cambio |
| ---- | ---------- | ------ |
| 1996 | 30,459,965 | -      |
| 1997 | 30,315,094 | 0.5%   |
| 1998 | 30,227,287 | 0.3%   |
| 1999 | 33,715,129 | 11.5%  |
| 2000 | 36,865,893 | 9.3%   |
| 2001 | 35,180,960 | 4.6%   |
| 2002 | 35,009,011 | 0.5%   |
| 2003 | 36,265,932 | 3.6%   |
| 2004 | 41,441,531 | 14.3%  |
| 2005 | 44,267,362 | 6.8%   |
| 2006 | 46,193,329 | 4.4%   |
| 2007 | 47,728,414 | 3.3%   |
| 2008 | 44,074,707 | 7.7%   |
| 2009 | 40,469,012 | 8.2%   |
| 2010 | 39,757,359 | 1.8%   |
| 2011 | 41,479,814 | 4.3%   |
| 2012 | 41,667,596 | 0.5%   |
| 2013 | 41,857,059 | 0.5%   |
| 2014 | 42,885,350 | 2.5%   |
| 2015 | 45,389,074 | 5.8%   |
| 2016 | 47,435,640 | 4.5%   |
| 2017 | 48,500,194 | 2.2%   |
| 2018 | 49,716,584 | 2.5%   |
| 2019 | 51,537,638 | 3.7%   |
| 2020 | 22,201,479 | 56.9%  |
| 2021 | 39,710,493 | 78.86% |
| 2022 | 52,667,741 | 32.63% |
| 2023 | 57,644,113 | 9.45%  |
| 2024 | 58,447,782 | 1.39%  |

## Futuro

### Conexión monorriel con Las Vegas
Un plan para extender el monorriel de Las Vegas a McCarran está bajo consideración. La extensión propuesta añade paradas en la Terminal 1 y en la Terminal 3.

## Museo de la Aviación Howard W. Cannon
El Museo de la Aviación Howard W. Cannon está ubicado en la Esplanada, Nivel 2, encima del área de reclamaciones de equipajes. Este pequeño museo está abierto las 24 horas del día, siete días a la semana y se concentra en la historia aérea de Las Vegas. Los elementos mostrados incluyen una copia del primer vehículo de emergencia que se utilizó en el aeródromo. La entrada es libre. Una pequeña sucursal del museo se encuentra en las puertas D y algunos otros salones y áreas de chequeo también tienen pequeños muestras.

## Arte al público del aeropuerto

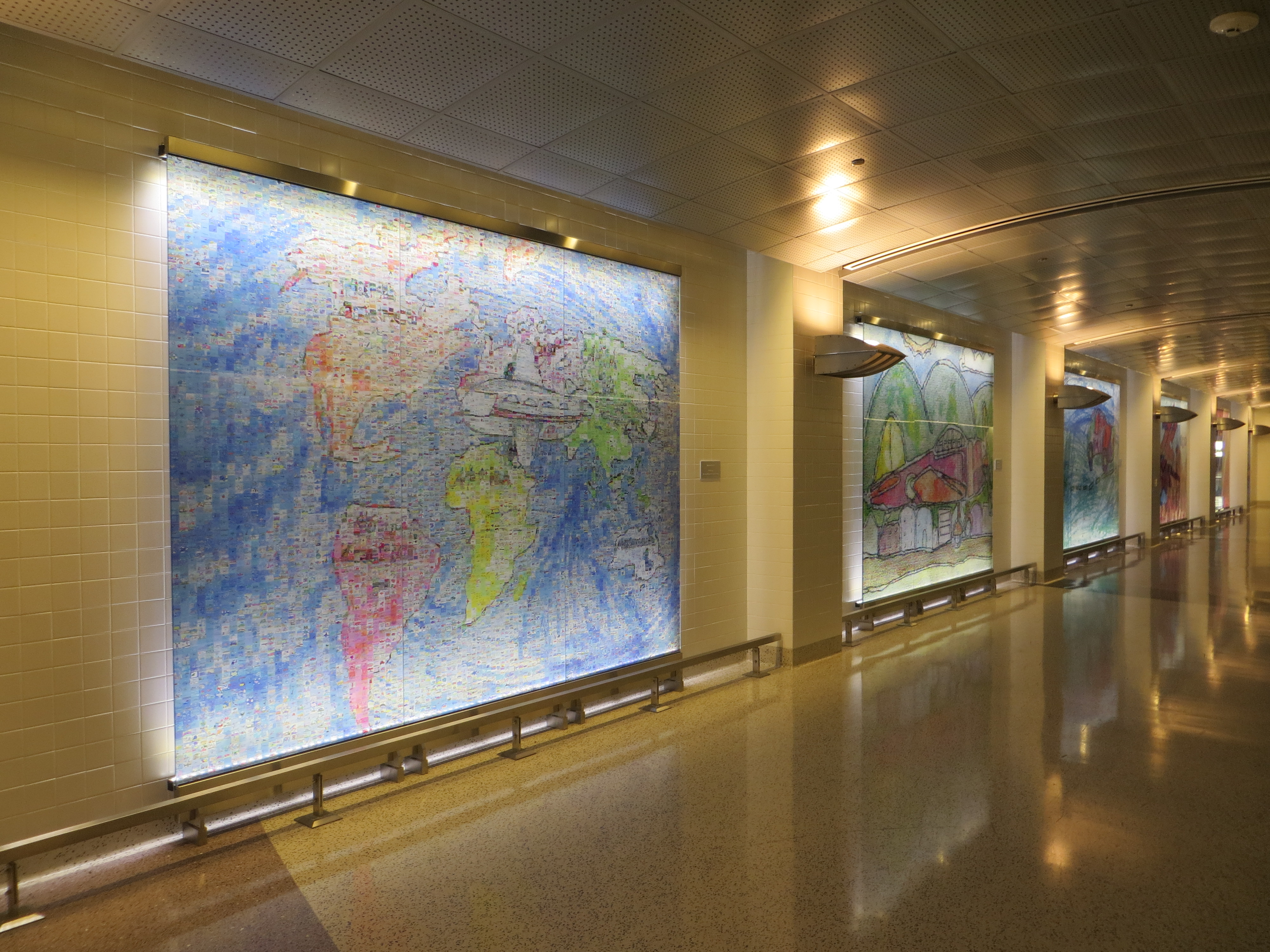
Murales en la Sala D.

Algunas de las muestras de arte públicas en el Aeropuerto McCarran Airport son:
- Murales en las Puertas D del Aeropuerto Internacional McCarran (artistas como Tom Holder, Mary Warner, Robert Beckmann, Harold Bradford)
- "Caminos aéreos" de Greg LeFevre — en la rotonda del suelo de terrazo
- Escultura de acero y cristal de Tony Milici en las Puertas D de McCarran
- Esculturas de la vida salvaje del Condado de Clark County en las Puertas D, por David Phelps

## Aeropuertos cercanos
Los aeropuertos más cercanos son:
- Aeropuerto Municipal de Boulder City (30km)
- Aeropuerto Internacional de Bullhead City (116km)
- Aeropuerto de Kingman (142km)
- Aeropuerto Municipal de St. George (179km)
- Aeropuerto de Inyokern (246km)